# Rennrodel-Weltmeisterschaften 2021
Die 50. Rennrodel-Weltmeisterschaften sollten vom 5. bis 7. Februar 2021 auf der Bob- und Rennschlittenbahn im Canada Olympic Park in Whistler, Kanada, ausgetragen werden. Die von der Fédération Internationale de Luge de Course organisierten interkontinentalen Titelkämpfe wurden nach 2013 zum zweiten Mal an die Olympiabahn von 2010 vergeben. Aufgrund der COVID-19-Pandemie und der damit einhergehenden kanadischen Reisebeschränkungen gab der Rennrodelweltverband Anfang September 2020 bekannt, dass die Weltmeisterschaften nicht in Kanada ausgetragen werden können. Am 15. September 2020 folgte durch die Fédération Internationale de Luge de Course die Bekanntgabe der Verlegung der Weltmeisterschaften nach Königssee bekannt, als neuer Austragungszeitraum wurde der Zeitraum vom 29. bis 31. Januar 2021 bestimmt.
Es fanden Wettbewerbe in den Einsitzern für Männer und Frauen, dem Doppelsitzer, der Disziplin der Teamstaffel sowie im Sprint der Einsitzer für Männer, Frauen und Doppelsitzer geplant. Abgesehen von der Teamstaffel und den Sprintwettbewerben wurden die Rennen jeweils in zwei Entscheidungsläufen ausgetragen.

## Vergabe

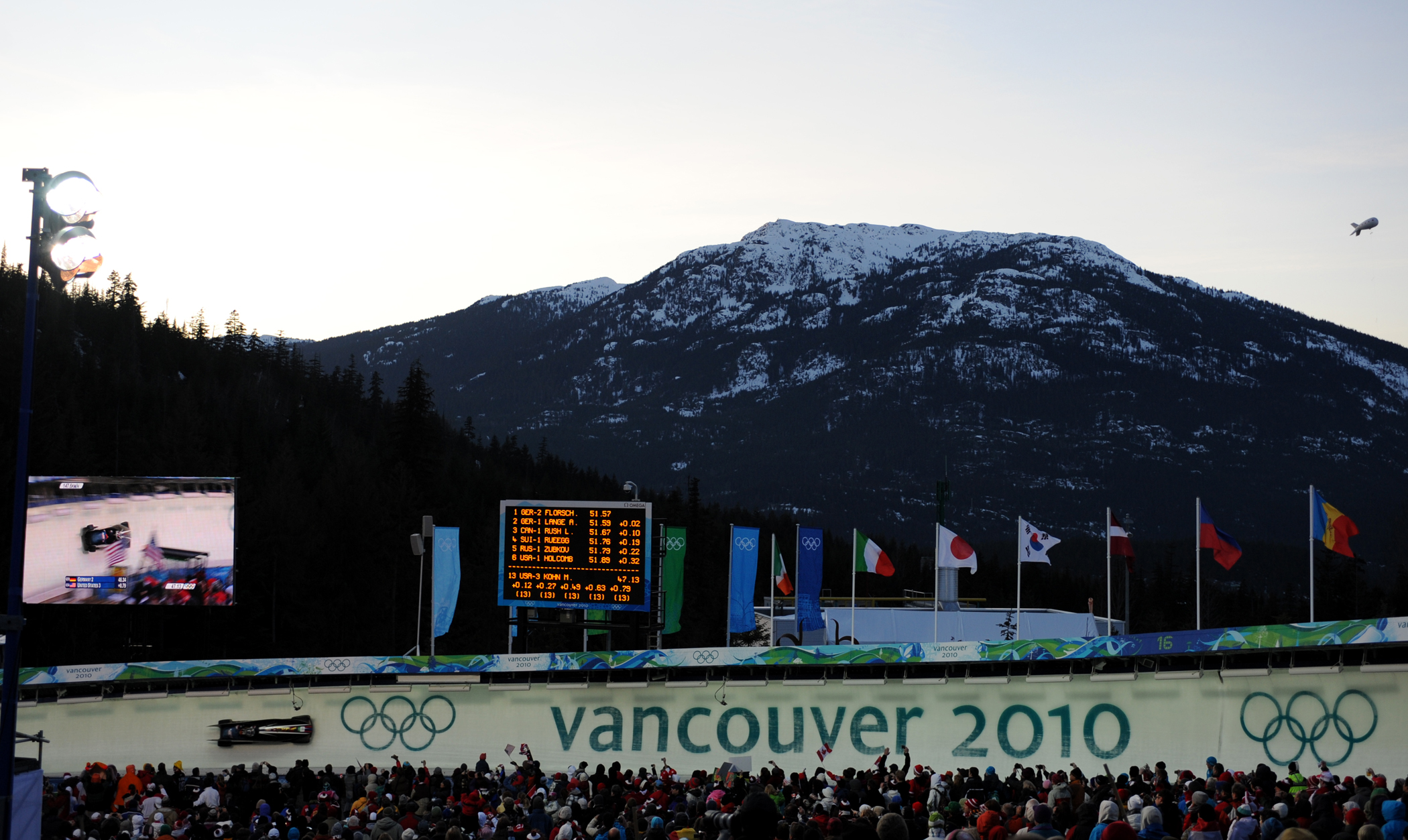
Bob- und Rennschlittenbahn im Canada Olympic Park

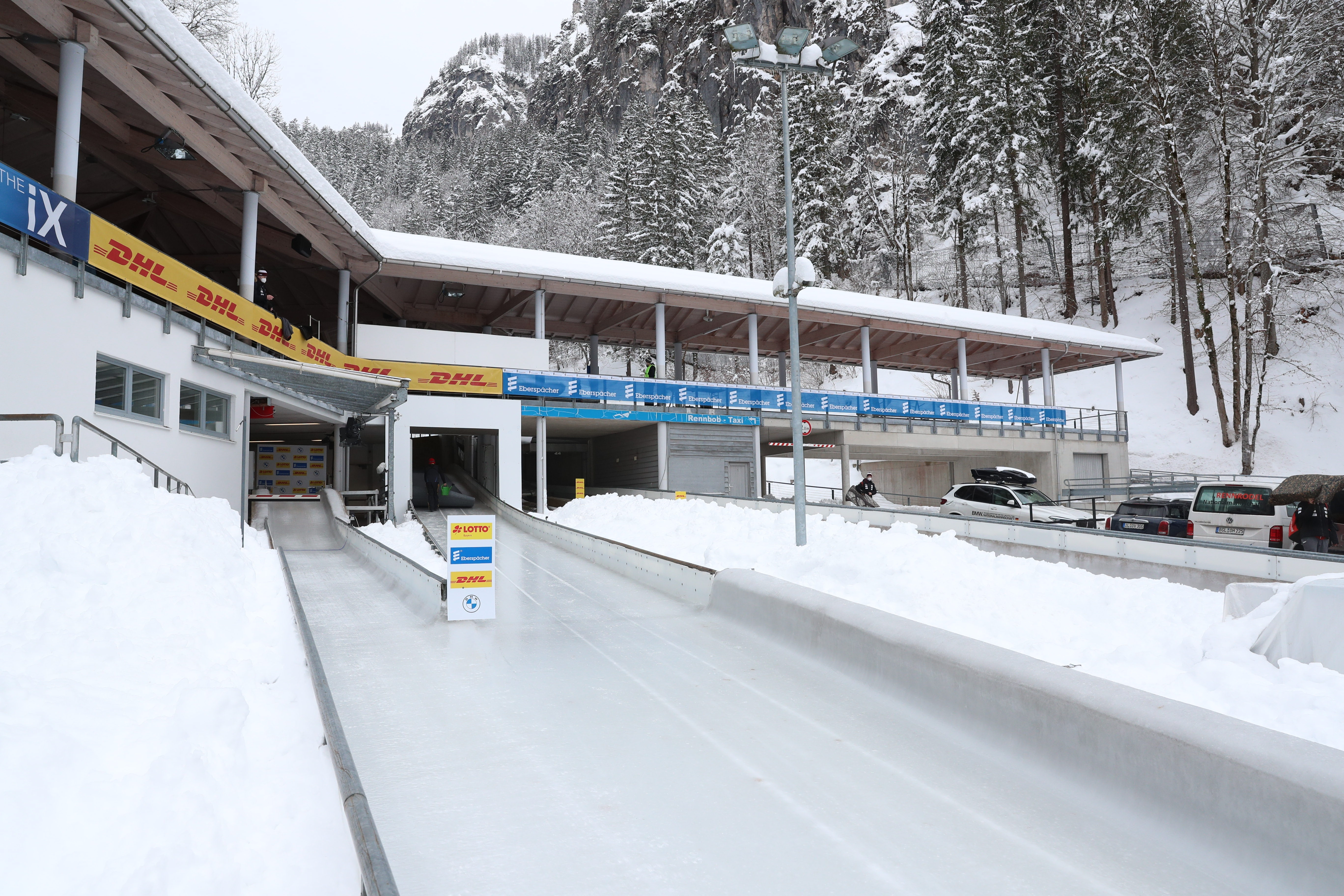
Kunsteisbahn Königssee

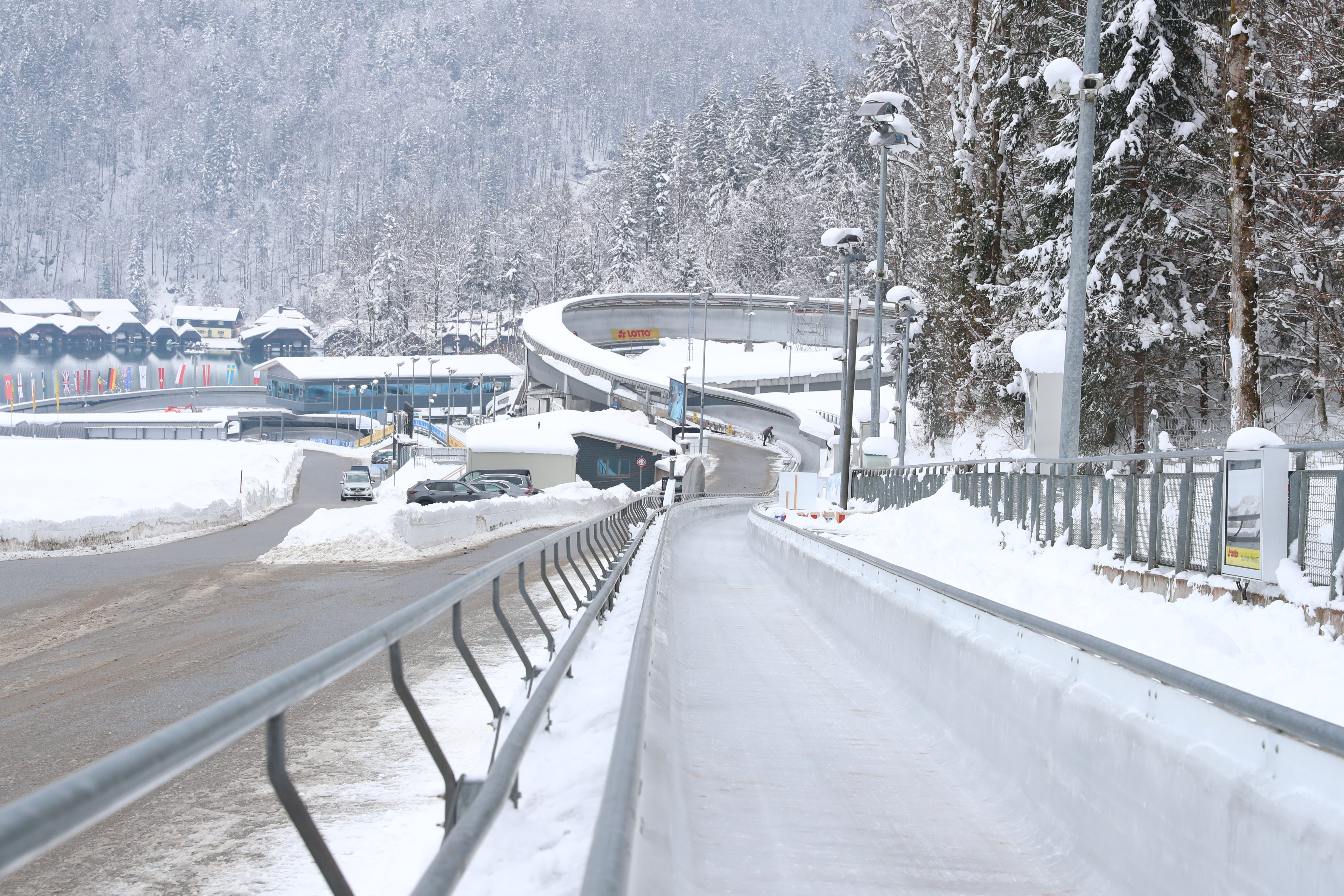
Kunsteisbahn Königssee

Streckenplan der Kunsteisbahn Königssee

Für die Ausrichtung der 50. Rennrodel-Weltmeisterschaften hatten sich ursprünglich Calgary und Oberhof beworben.
Auf der Rennrodelbahn Oberhof fanden bereits die Weltmeisterschaften 1973, 1985 und Rennrodel-Weltmeisterschaften 2008 sowie die Rennrodel-Europameisterschaften 1979, 1998, 2004 und 2013 statt. Die Bob- und Rennschlittenbahn im Canada Olympic Park war Austragungsort der Olympischen Winterspiele 1988, der Rennrodel-Weltmeisterschaften 1990, 1993 und 2001, der Rennrodel-Amerika-Pazifikmeisterschaften 2015 und 2017 sowie der Bob- und Skeleton-Weltmeisterschaften 1996 und 2005. Ebenso fanden auf der Bahn die Skeleton-Weltmeisterschaften 1992, 1996, 2001 und 2005 statt. Bei der Bewerbung gab der kanadische Verband bekannt, dass die Olympiabahn von 1988 ab Frühjahr 2018 für 10 Millionen kanadische Dollar (umgerechnet 6,7 Millionen Euro) modernisiert werden soll.
Auf dem 65. Jahrkongress des Weltverbandes FIL im rumänischen Constanța (Juni 2017) setzte sich Calgary mit 20:15 Stimmen gegenüber Oberhof durch und erhielt somit den Zuschlag für die Ausrichtung der Weltmeisterschaften im Jahr 2021. Nach dem Ende der Saison 2018/19 wurde bekannt, dass es bei der geplanten Modernisierung der Bob- und Rennschlittenbahn im Canada Olympic Park zu Finanzierungsproblemen gekommen ist. Calgary hatte geplant, sich um die Ausrichtung der Olympischen Winterspiele 2026 zu bewerben, ein Volksentscheid hatte jedoch zum Abbruch der Bewerbungsbemühungen geführt. Im März 2019 war unklar, ob die Bahn jemals wieder in Betrieb gehen würde. Aus diesem Grund beantragte der kanadische Rennrodelverband Luge Canada im Mai 2019 beim Weltverband FIL die Verlegung der Weltmeisterschaften ins Whistler Sliding Centre. Im Rahmen des 67. Jahrkongresses des Weltverbandes Fédération Internationale de Luge de Course in Ljubljana wurde diese Verlegung bestätigt. Im Rahmen dieses Kongresses erhielt der ursprüngliche Mitbewerber um die Rennrodel-Weltmeisterschaften 2021, Oberhof, einstimmig den Zuschlag als Ausrichter für die Rennrodel-Weltmeisterschaften 2023.
Durch die COVID-19-Pandemie und die damit einhergehenden Reisebeschränkungen für Kanada entschied die Exekutive des Internationalen Rennrodelverbands am 2. September 2020 die Weltmeisterschaften nicht in Kanada austragen zu können. Christoph Schweiger, Exekutivdirektor der FIL, bezeichnete die „ordnungsgemäße Durchführung dieser Großveranstaltung, unter den gegebenen Coronavirus-Auflagen und Bestimmungen, [als] nicht möglich“. Mitte September gab der Rennrodelweltverband die Verlegung an den Königssee bekannt. Dort wurden letztmals 2016 Rennrodel-Weltmeisterschaften sowie 2017 Bob- und Skeleton-Weltmeisterschaften ausgetragen.

## Titelverteidiger
Bei den vergangenen Weltmeisterschaften 2020 im Sliding Center Sanki siegten Jekaterina Katnikowa im Frauen-Einsitzer, Roman Repilow im Männer-Einsitzer sowie das Doppelsitzerpaar Toni Eggert und Sascha Benecken.

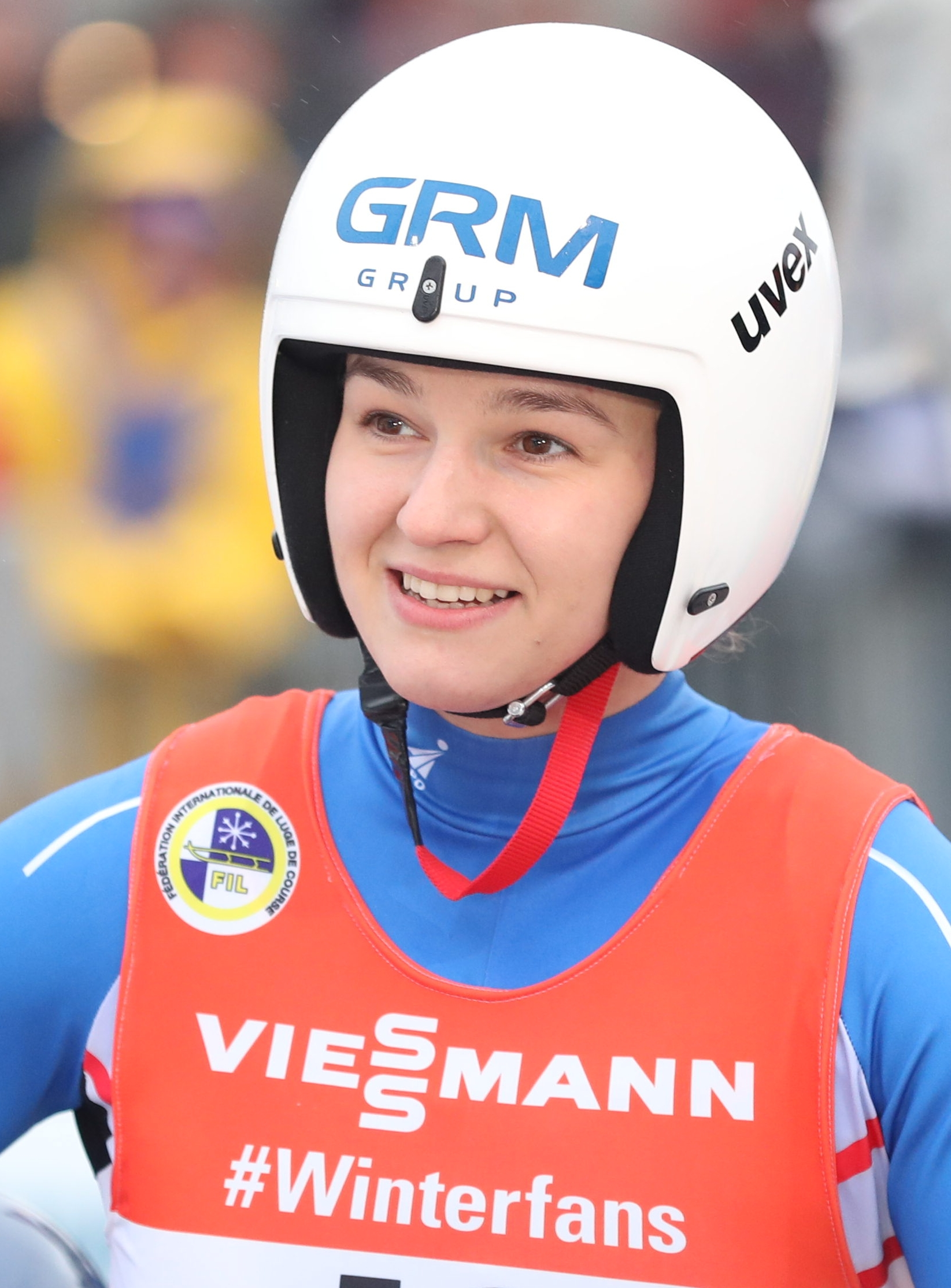
Jekaterina Katnikowa
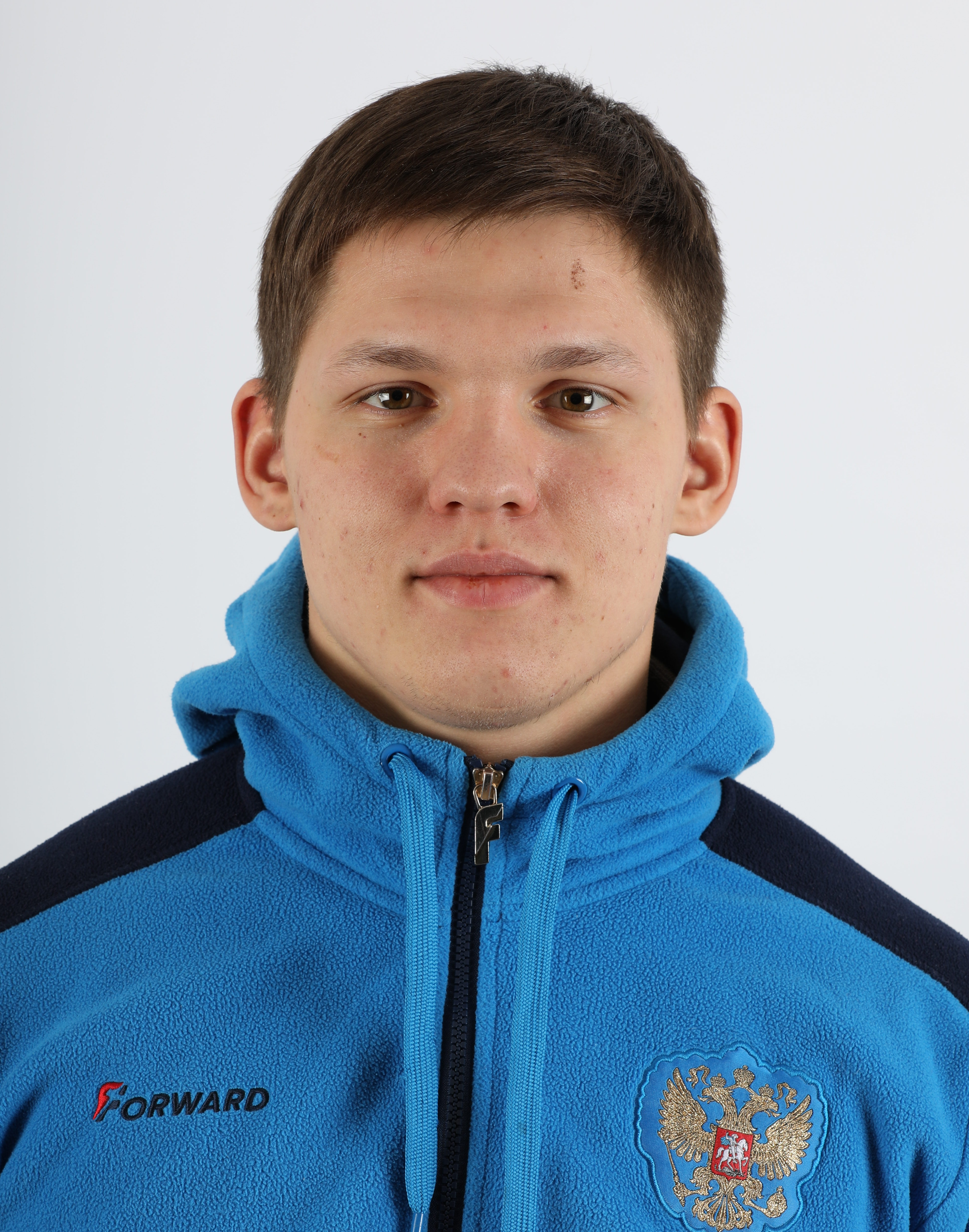
Roman Repilow
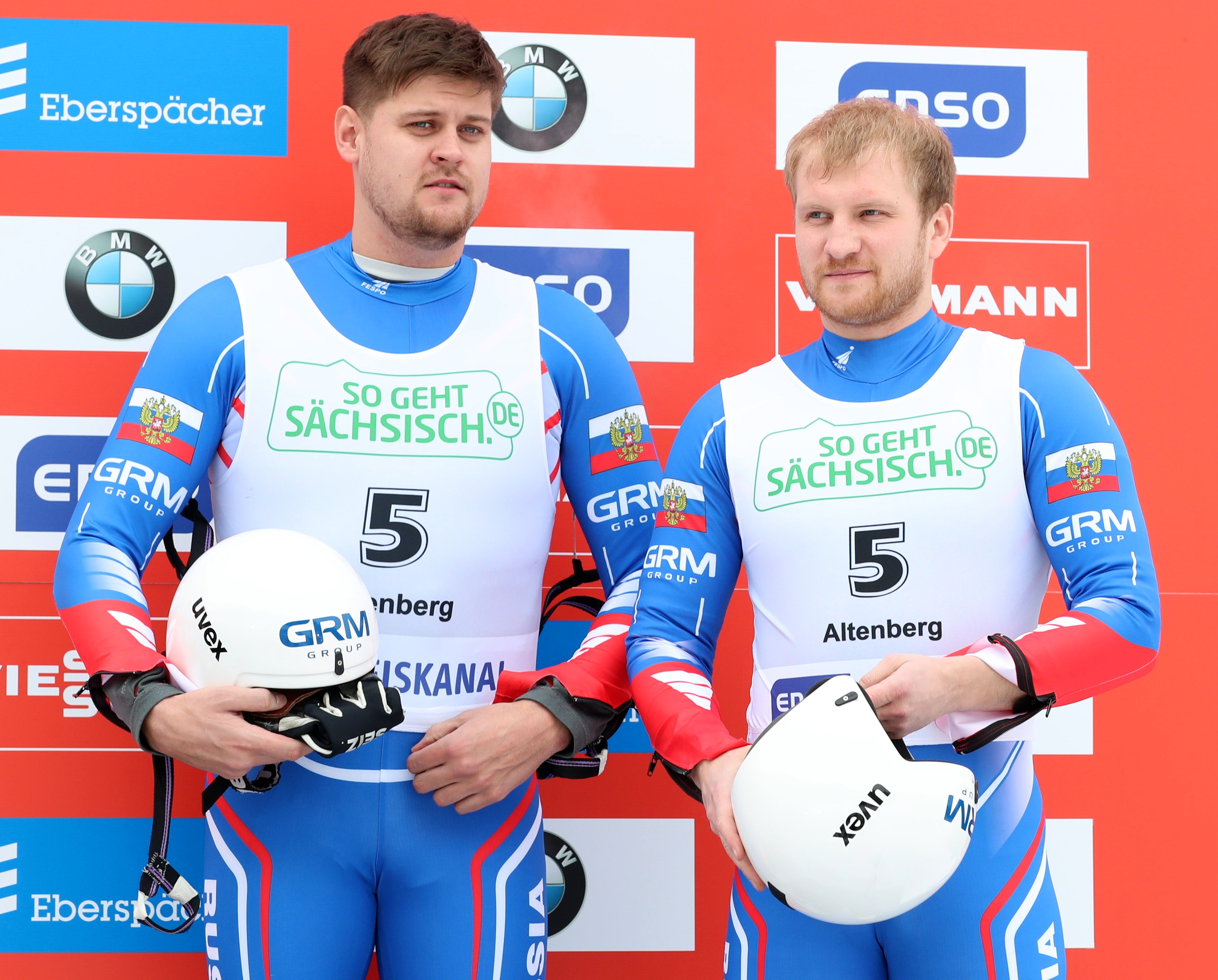
Toni Eggert und Sascha Benecken

In den Sprintwettbewerben siegten bei den vorangegangenen Weltmeisterschaften auf der russischen Bahn Jekaterina Katnikowa im Einsitzer der Frauen, Roman Repilow im Einsitzer der Männer sowie Alexander Denissjew und Wladislaw Antonow im Doppelsitzerrennen.

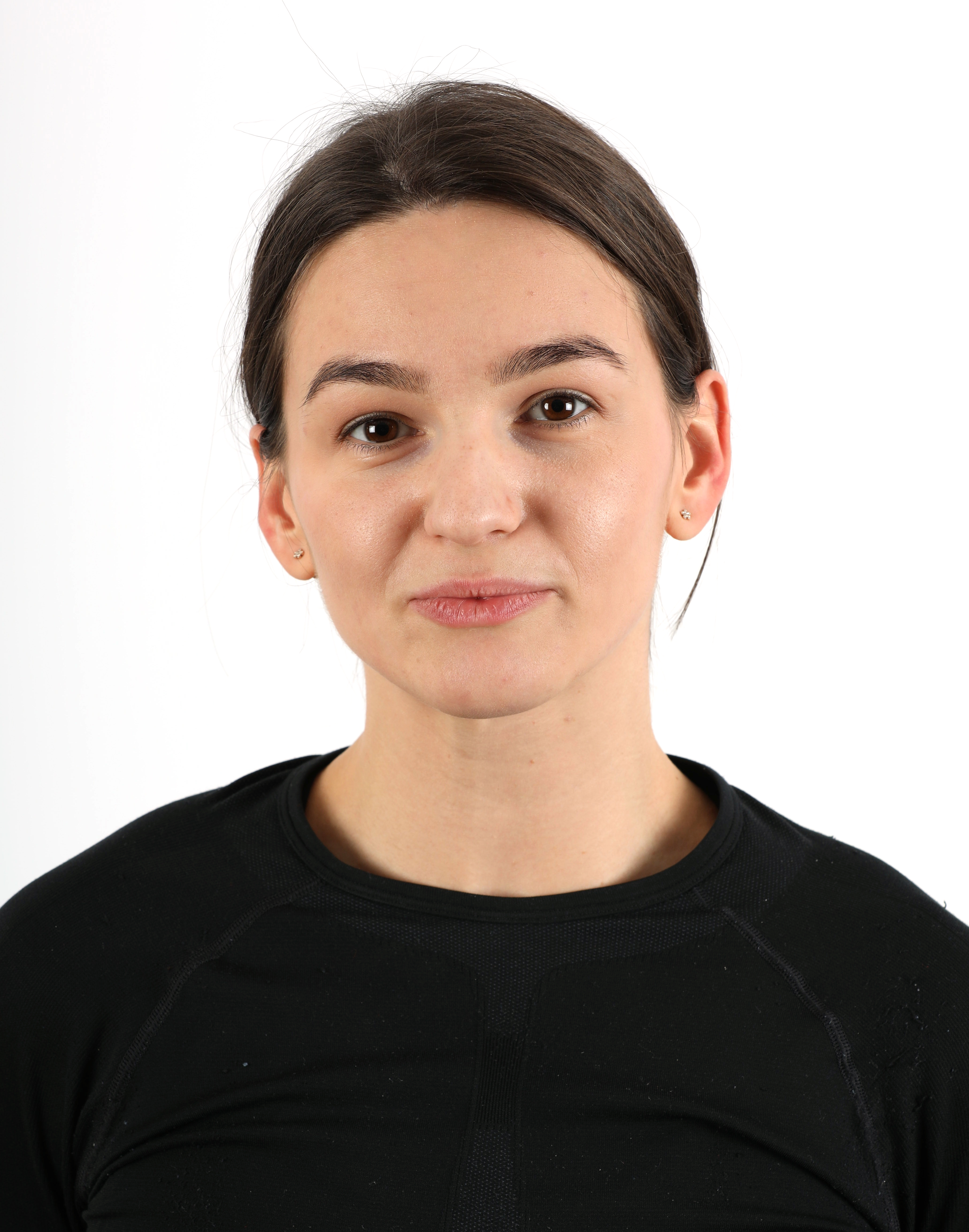
Jekaterina Katnikowa
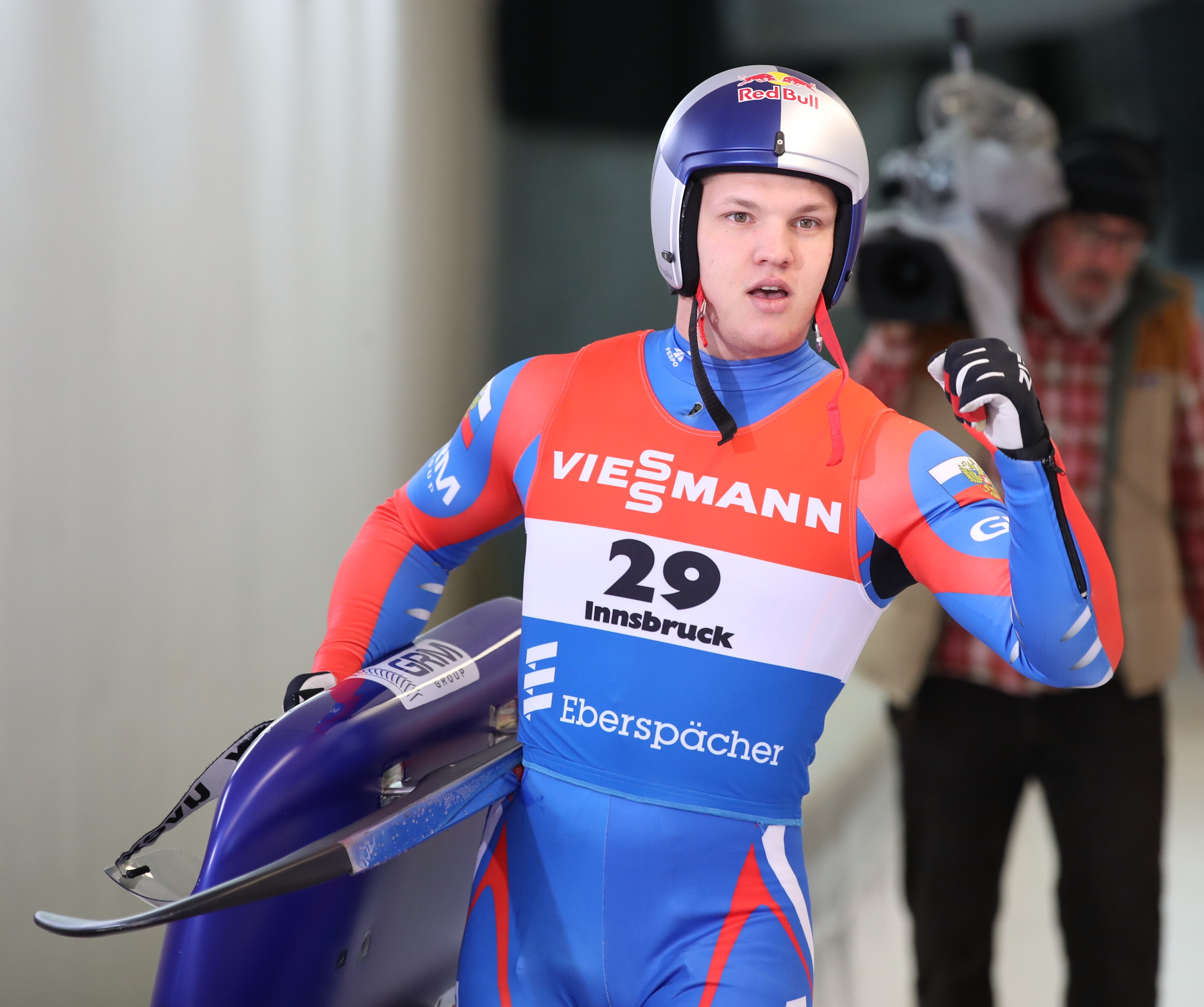
Roman Repilow
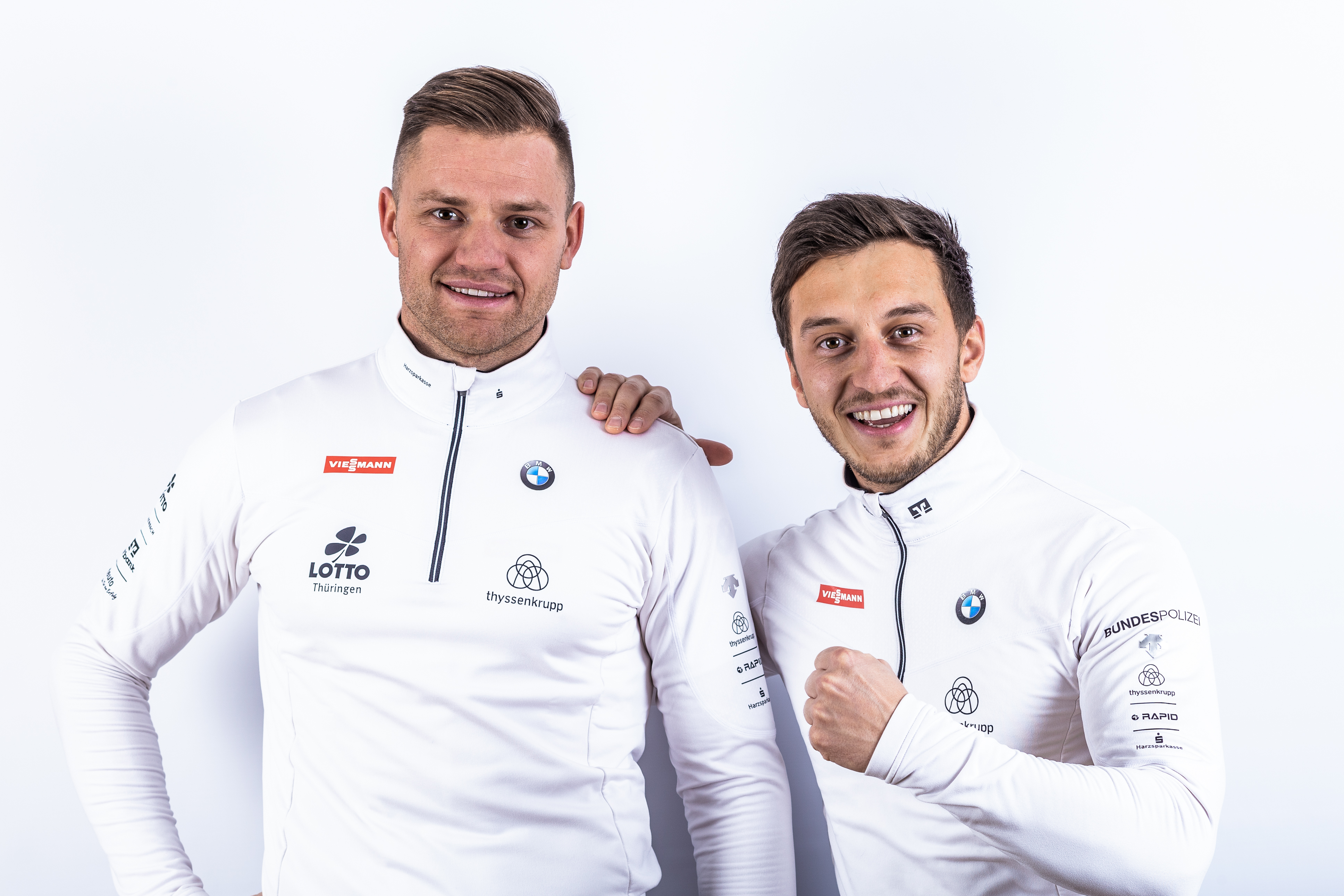
Alexander Denissjew und Wladislaw Antonow

Im Teamstaffelwettbewerb siegte Deutschland in der Besetzung Julia Taubitz, Johannes Ludwig und Toni Eggert/Sascha Benecken.

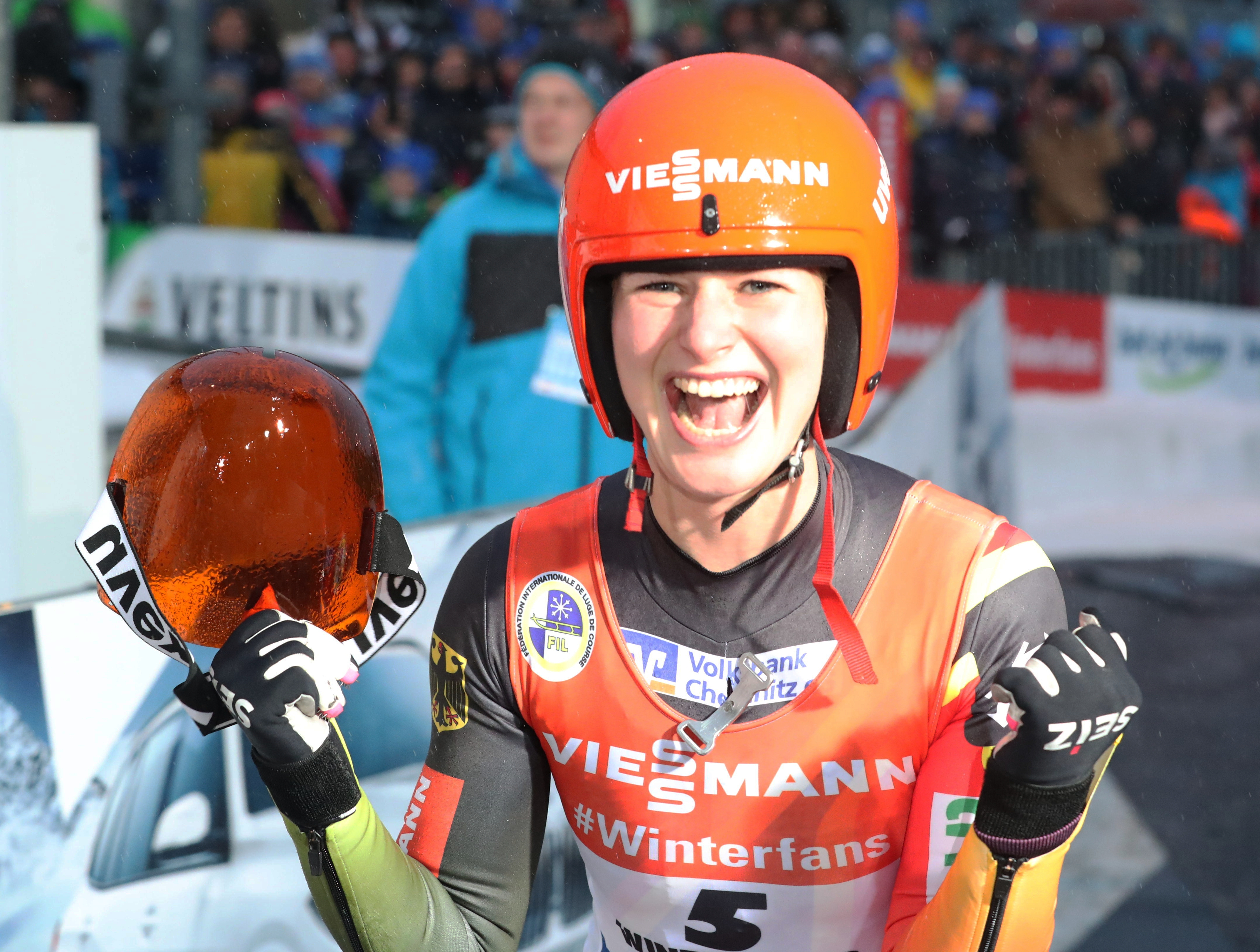
Julia Taubitz
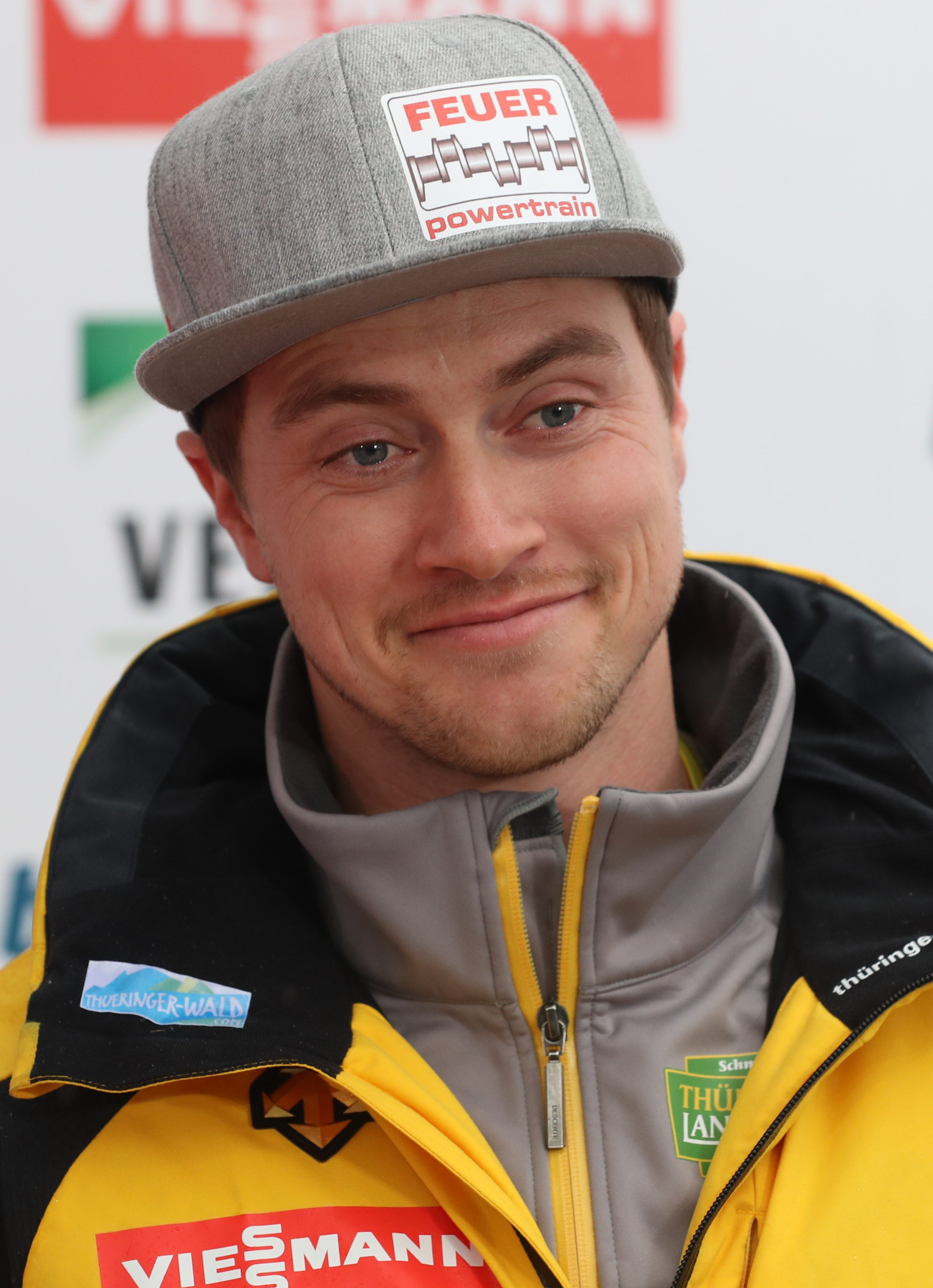
Johannes Ludwig
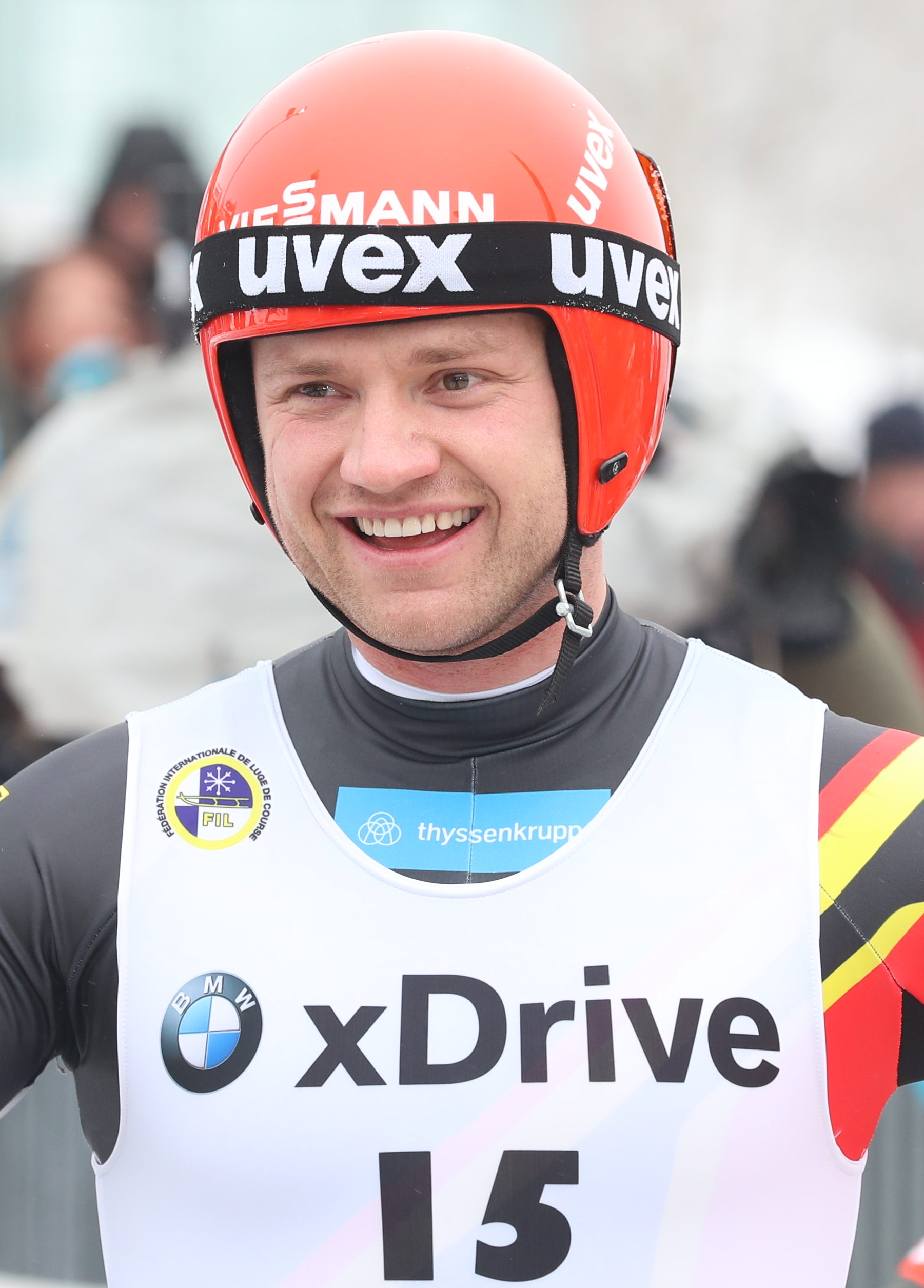
Toni Eggert
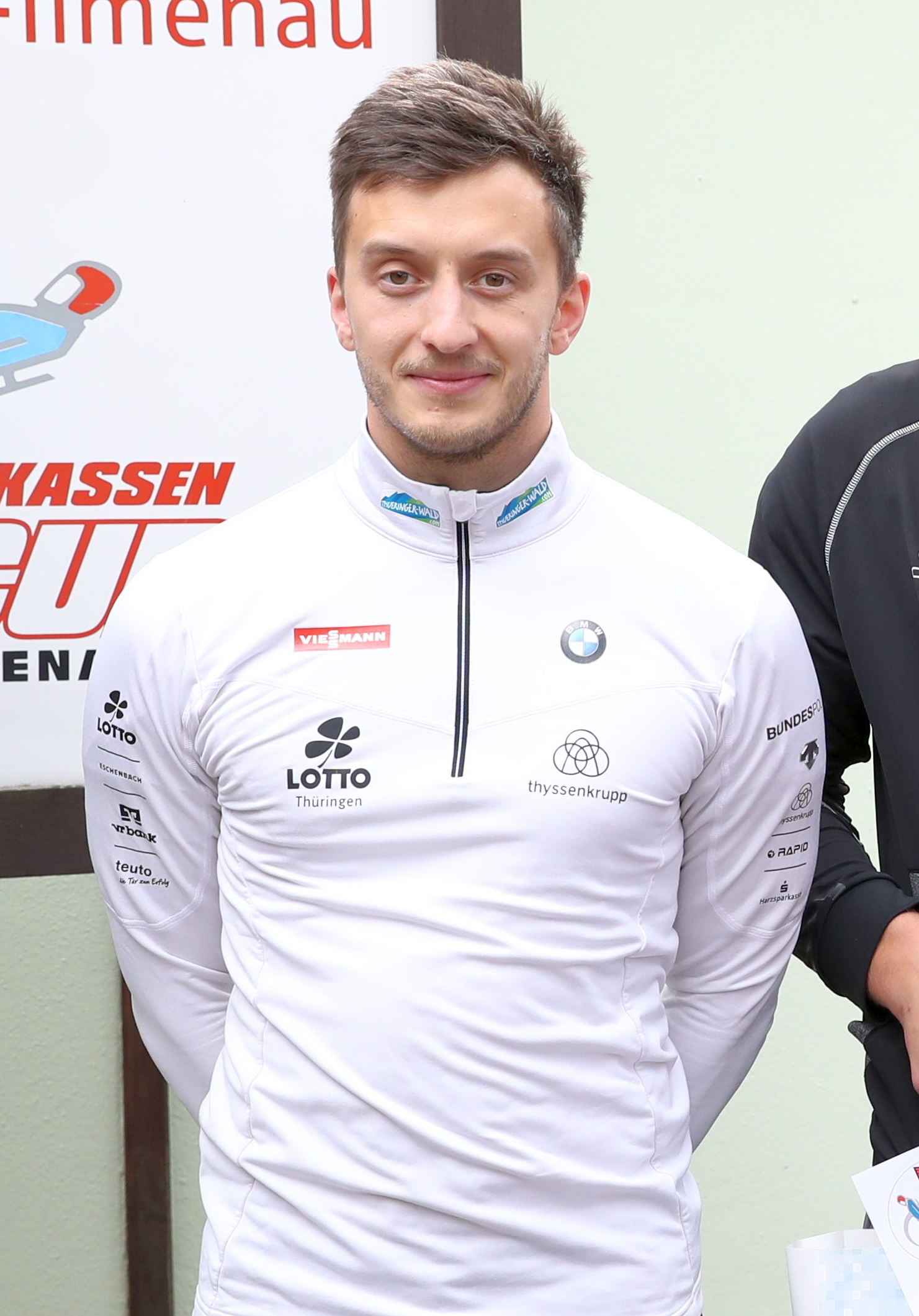
Sascha Benecken

## Teilnehmende Nationen
| - Deutschland - Italien - Lettland - Niederlande - Polen - Rumänien | - Russischer Rennrodelverband 1 - Schweden - Schweiz - Slowakei - Tschechien - Vereinigtes Königreich | - Ukraine - Österreich - Irland - Bosnien und Herzegowina - Moldau - Bulgarien |

| - Chinesisch Taipeh | - Südkorea |  |

| - Vereinigte Staaten | - Argentinien | - Kanada |

## Ergebnisse

### Sprintwertungen
Für die Weltmeisterschaftswertunsgrennen im Sprintwettbewerb qualifizierten sich nur die 15 besten Starterinnen bzw. Starter der Qualifikationsrennen, die unmittelbar vor den Wertungsrennen stattfanden.

#### Sprint der Frauen

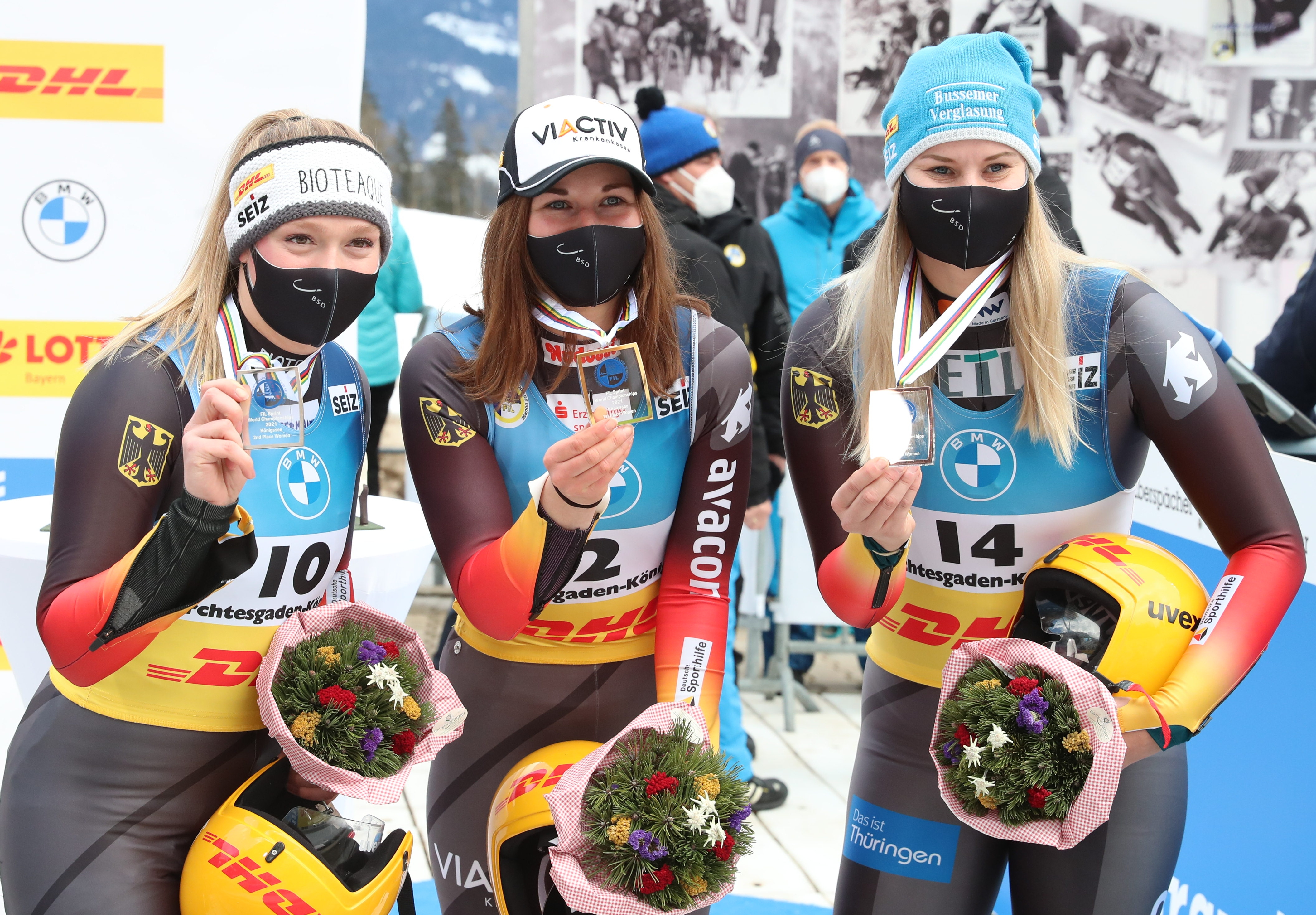
Anna Berreiter, Julia Taubitz und Dajana Eitberger

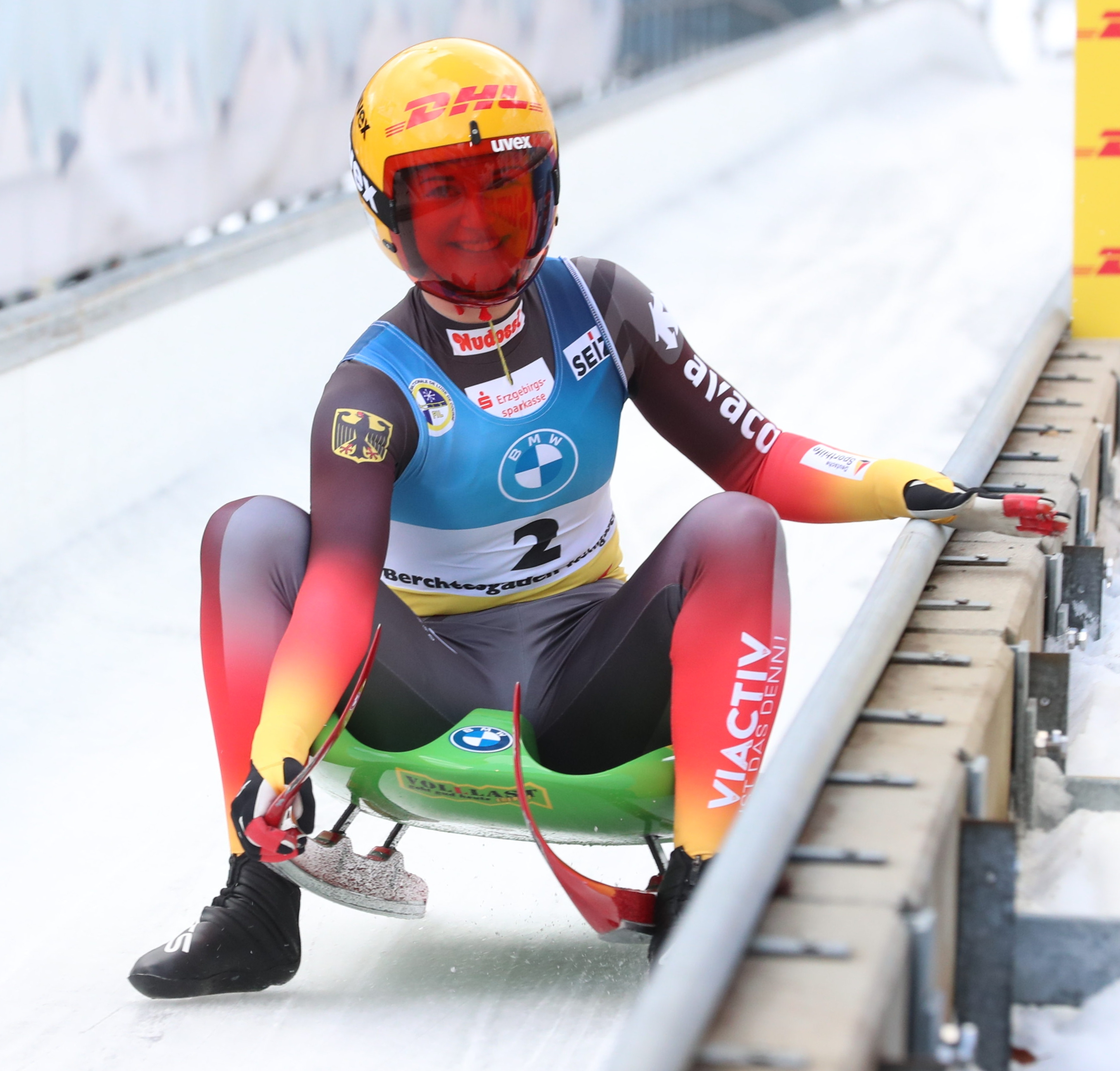
Julia Taubitz, Weltmeisterin im Sprint der Frauen

| Platz | Sportlerin            | Endzeit  |
| ----- | --------------------- | -------- |
| 1     | Julia Taubitz         | 39,101 s |
| 2     | Anna Berreiter        | 39,112 s |
| 3     | Dajana Eitberger      | 39,300 s |
| 4     | Natalie Geisenberger  | 39,321 s |
| 5     | Wiktorija Demtschenko | 39,322 s |
| 6     | Tatjana Iwanowa       | 39,359 s |
| 7     | Summer Britcher       | 39,416 s |
| 8     | Lisa Schulte          | 39,550 s |
| 9     | Madeleine Egle        | 39,561 s |
| 10    | Ulla Zirne            | 39,601 s |
| 11    | Jekaterina Baturina   | 39,632 s |
| 12    | Hannah Prock          | 39,842 s |
| 13    | Kendija Aparjode      | 39,931 s |
| 14    | Jekaterina Katnikowa  | 40,101 s |
| 15    | Andrea Vötter         | 40,861 s |

#### Sprint der Männer

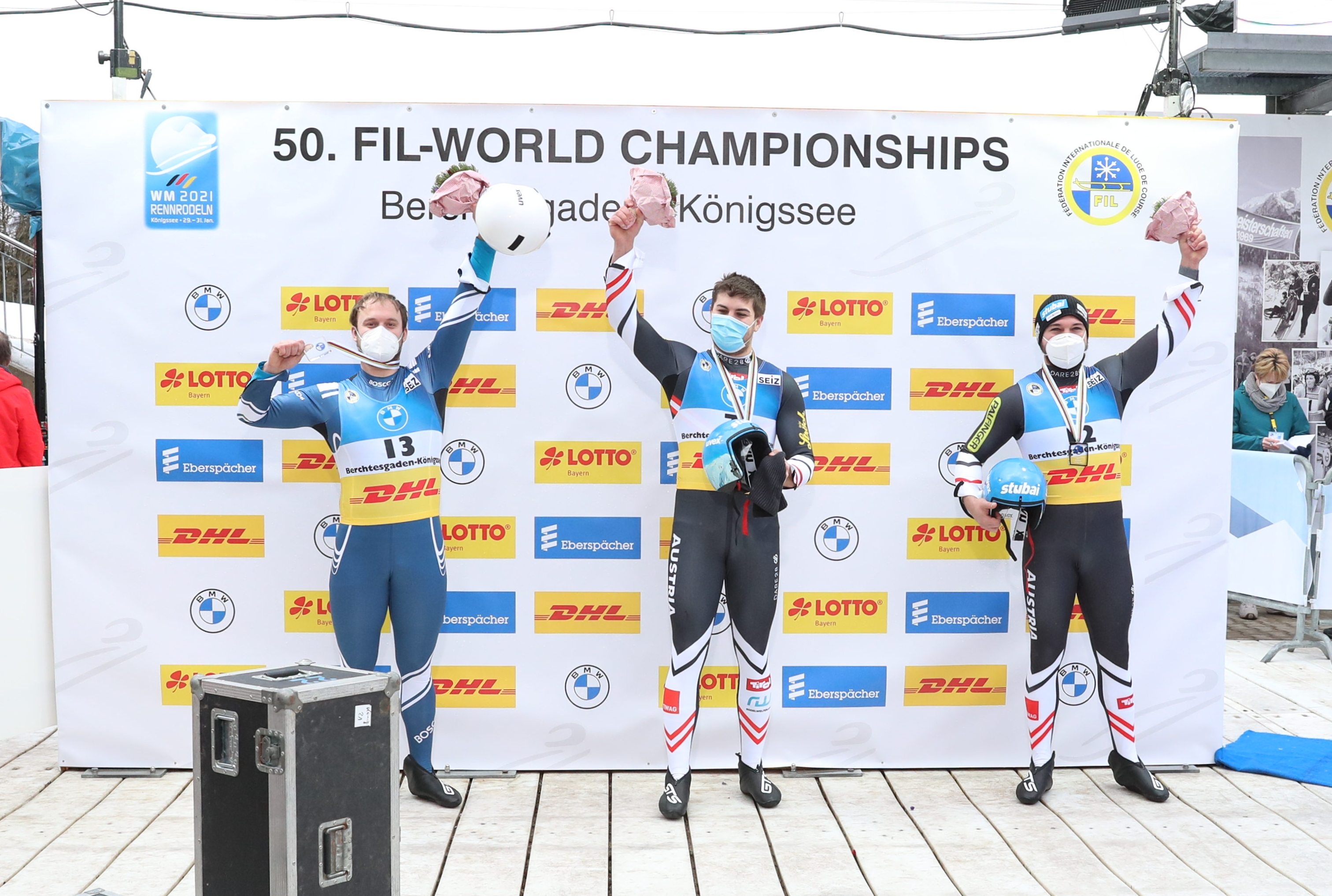
Semjon Pawlitschenko, Nico Gleirscher und David Gleirscher

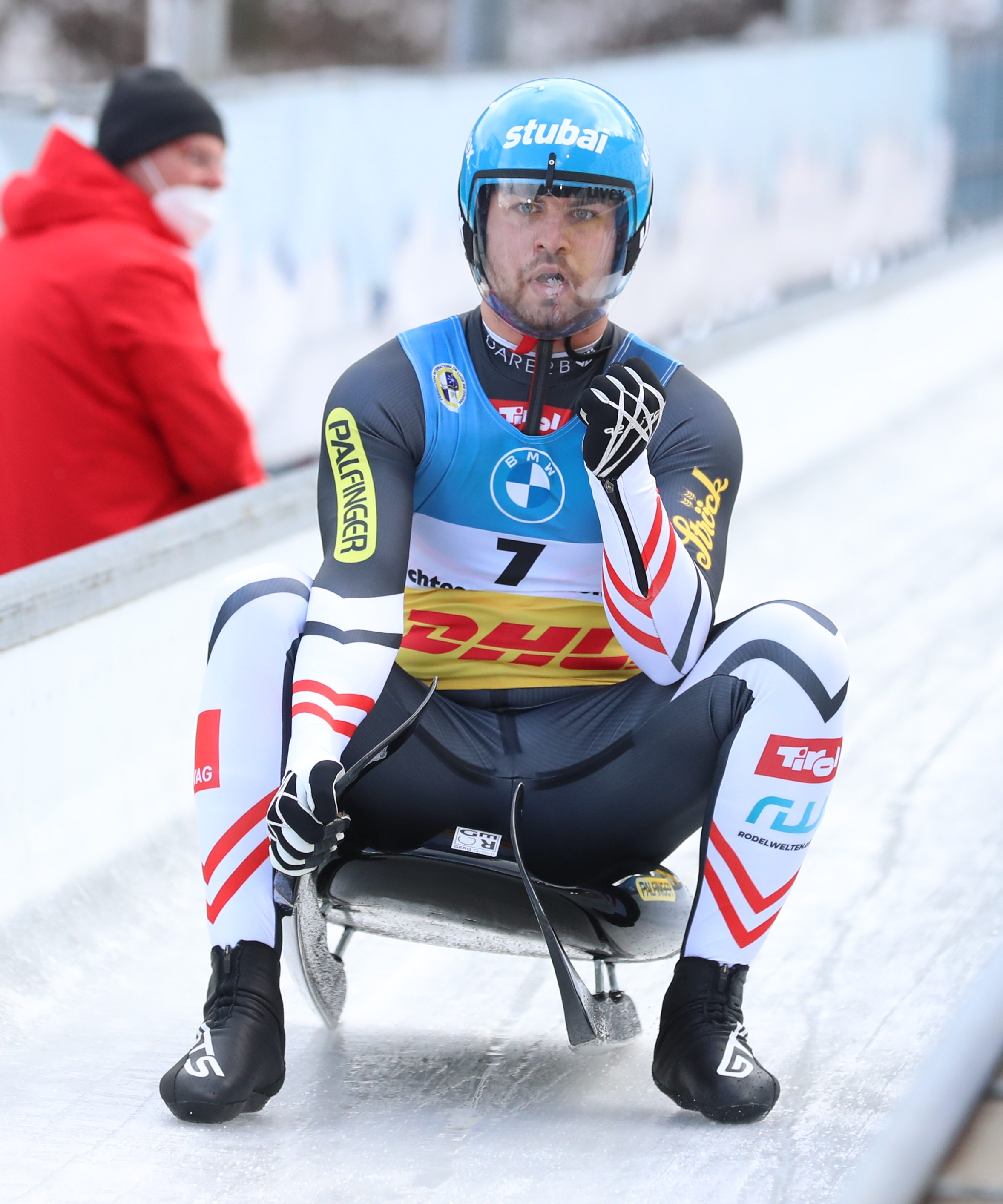
Nico Gleirscher

| Platz | Sportler                | Endzeit  |
| ----- | ----------------------- | -------- |
| 1     | Nico Gleirscher         | 38,375 s |
| 2     | Semjon Pawlitschenko    | 38,416 s |
| 3     | David Gleirscher        | 38,417 s |
| 4     | Felix Loch              | 38,485 s |
| 5     | Dominik Fischnaller     | 38,526 s |
| 6     | Max Langenhan           | 38,674 s |
| 7     | Roman Repilow           | 38,544 s |
| 8     | Kevin Fischnaller       | 38,674 s |
| 9     | Johannes Ludwig         | 38,721 s |
| 10    | Gints Bērziņš           | 38,739 s |
| 11    | Artūrs Dārznieks        | 38,938 s |
| 12    | Tucker West             | 39,031 s |
| 13    | Andrij Mandsij          | 39,388 s |
| 14    | Alexander Gorbazewitsch | 40,451 s |
| 15    | Wolfgang Kindl          | 48,696 s |

#### Sprint der Doppelsitzer

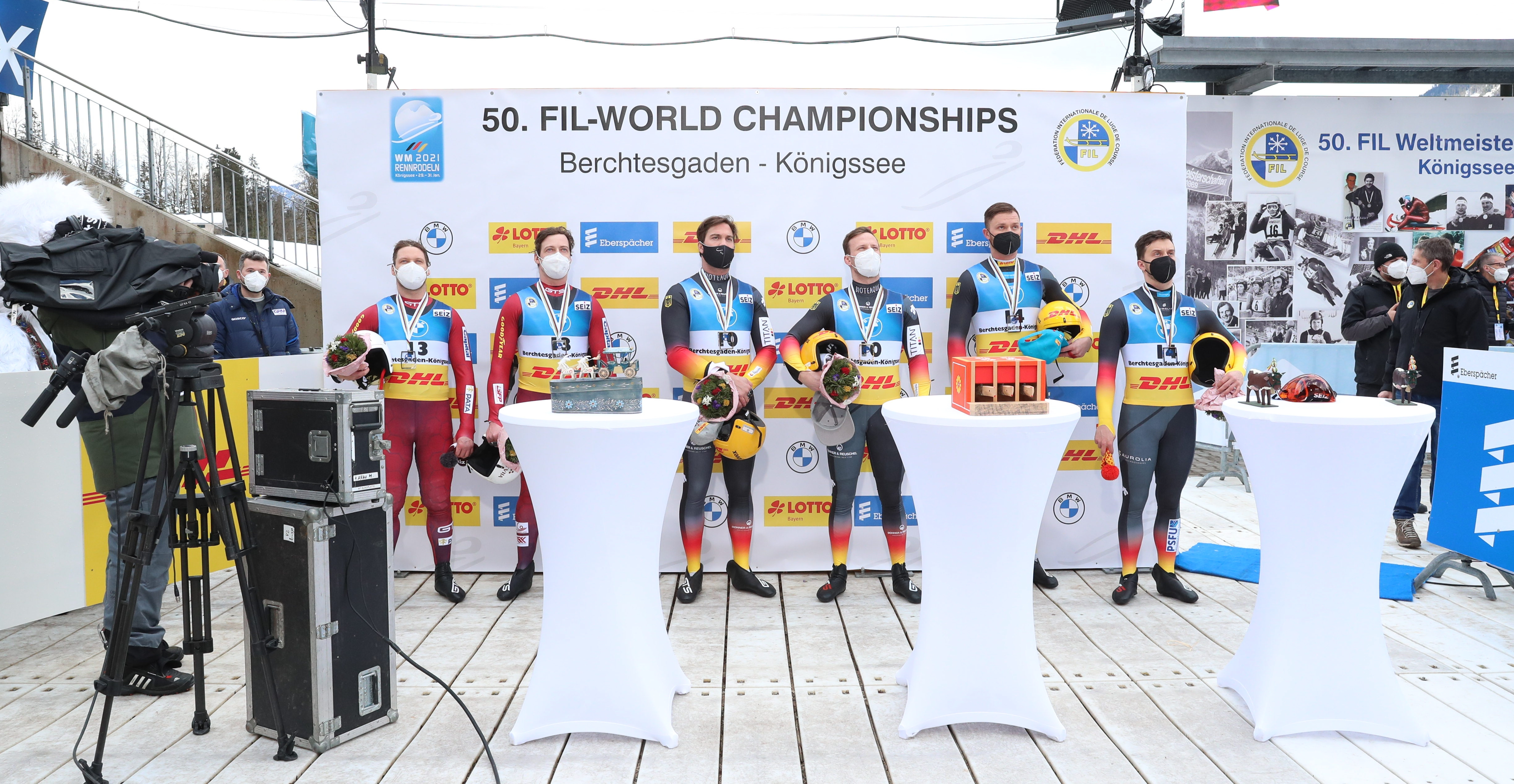
Šics/Šics, Wendl/Arlt und Eggert/Benecken

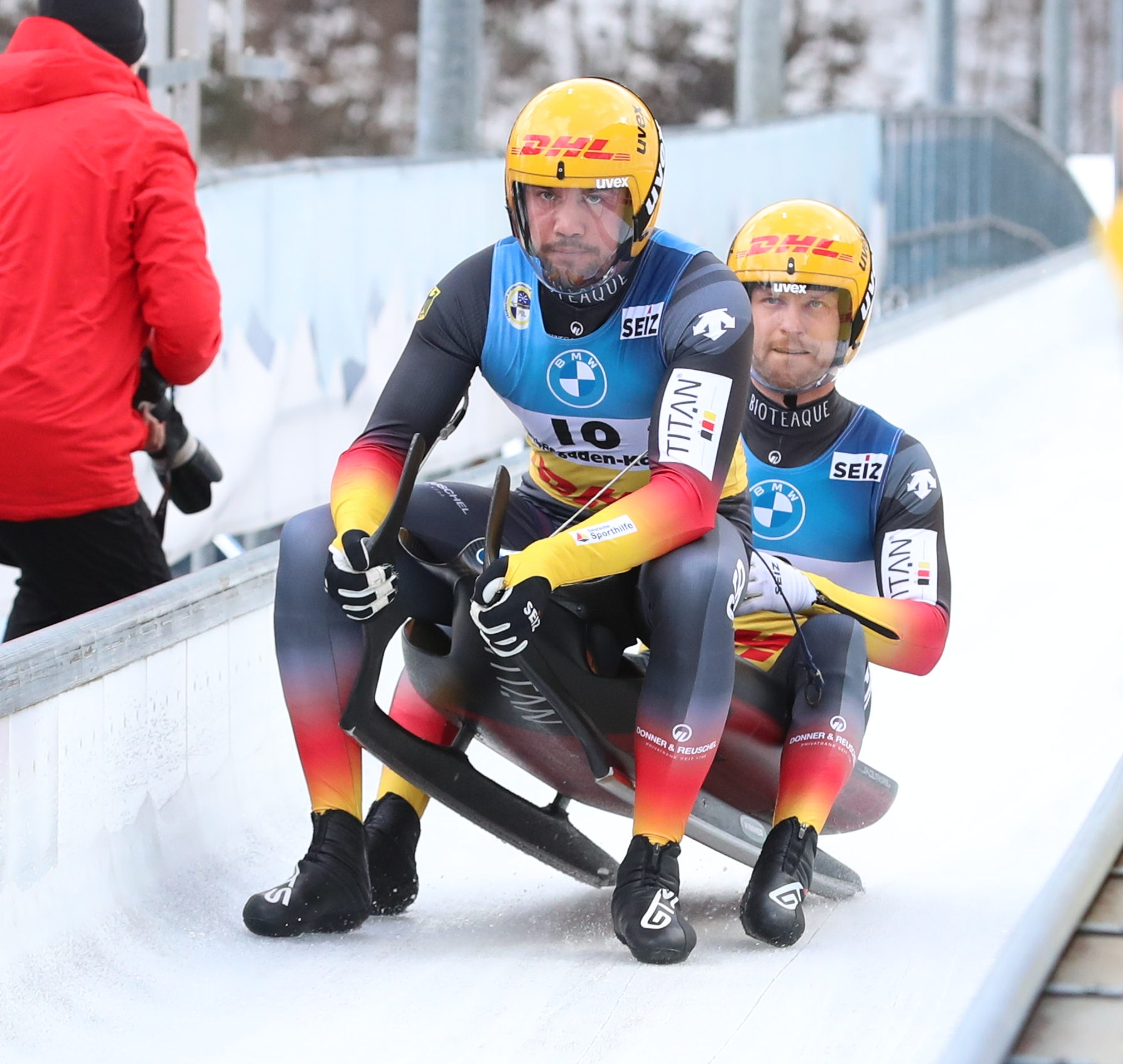
Tobias Wendl und Tobias Arlt, Weltmeister im Sprint der Doppelsitzer

| Platz | Sportler                                | Endzeit  |
| ----- | --------------------------------------- | -------- |
| 1     | Tobias Wendl/Tobias Arlt                | 39,126 s |
| 2     | Andris Šics/Juris Šics                  | 39,140 s |
| 3     | Toni Eggert/Sascha Benecken             | 39,161 s |
| 4     | Thomas Steu/Lorenz Koller               | 39,225 s |
| 5     | Hannes Orlamünder/Paul Gubitz           | 39,240 s |
| 6     | Oskars Gudramovičs/Pēteris Kalniņš      | 39,256 s |
| 7     | Emanuel Rieder/Simon Kainzwaldner       | 39,320 s |
| 8     | Wojciech Chmielewski/Jakub Kowalewski   | 39,362 s |
| 9     | Tristan Walker/Justin Snith             | 39,362 s |
| 10    | Ivan Nagler/Fabian Malleier             | 39,397 s |
| 11    | Mārtiņš Bots/Roberts Plūme              | 39,420 s |
| 12    | Wsewolod Kaschkin/Konstantin Korschunow | 39,485 s |
| 13    | Dmitri Butschnew/Daniil Kilsejew        | 39,487 s |
| 14    | Alexander Denissjew/Wladislaw Antonow   | 39,669 s |
| 15    | Yannick Müller/Armin Frauscher          | 39,899 s |

### Einsitzer der Frauen

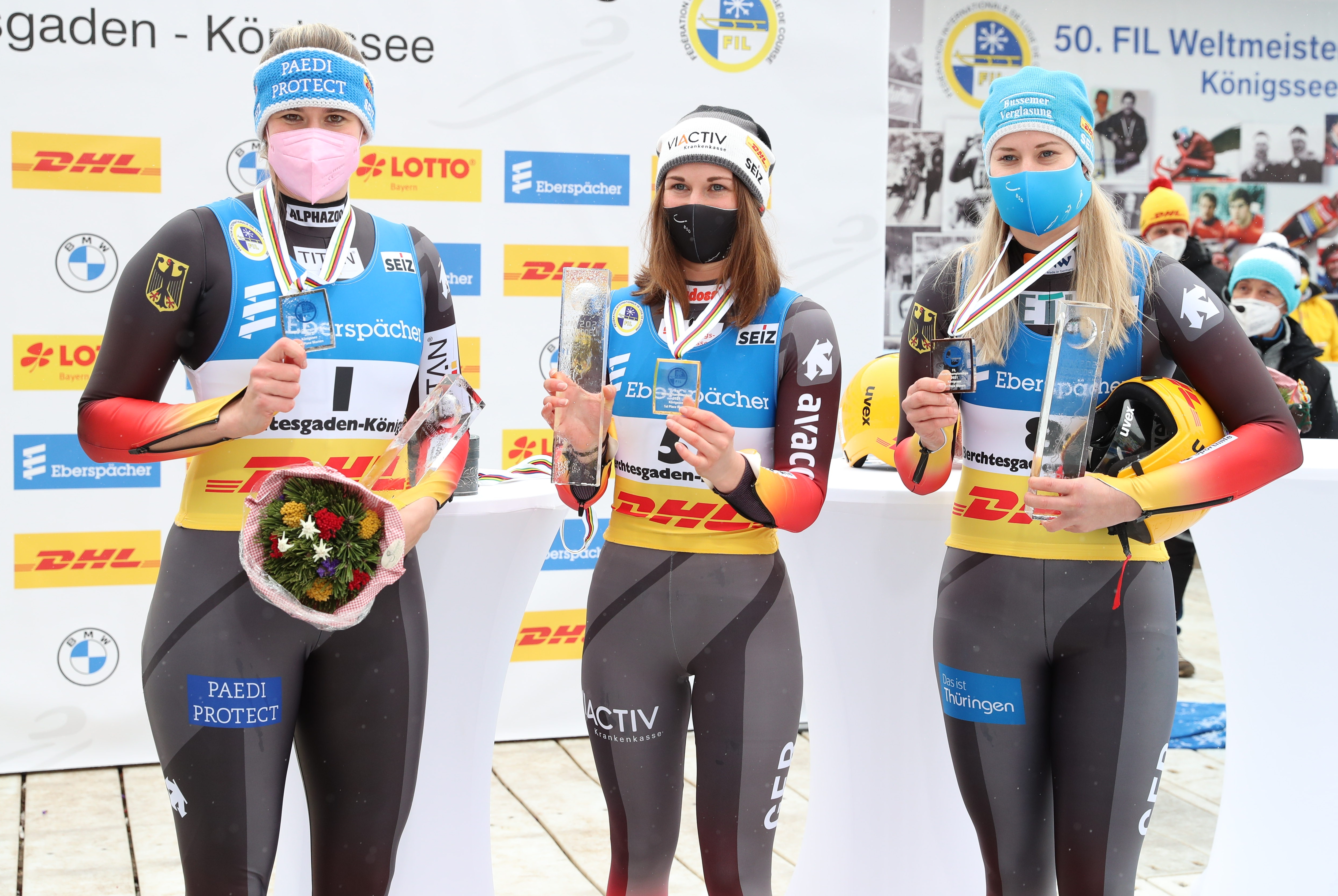
Natalie Geisenberger, Julia Taubitz, Dajana Eitberger

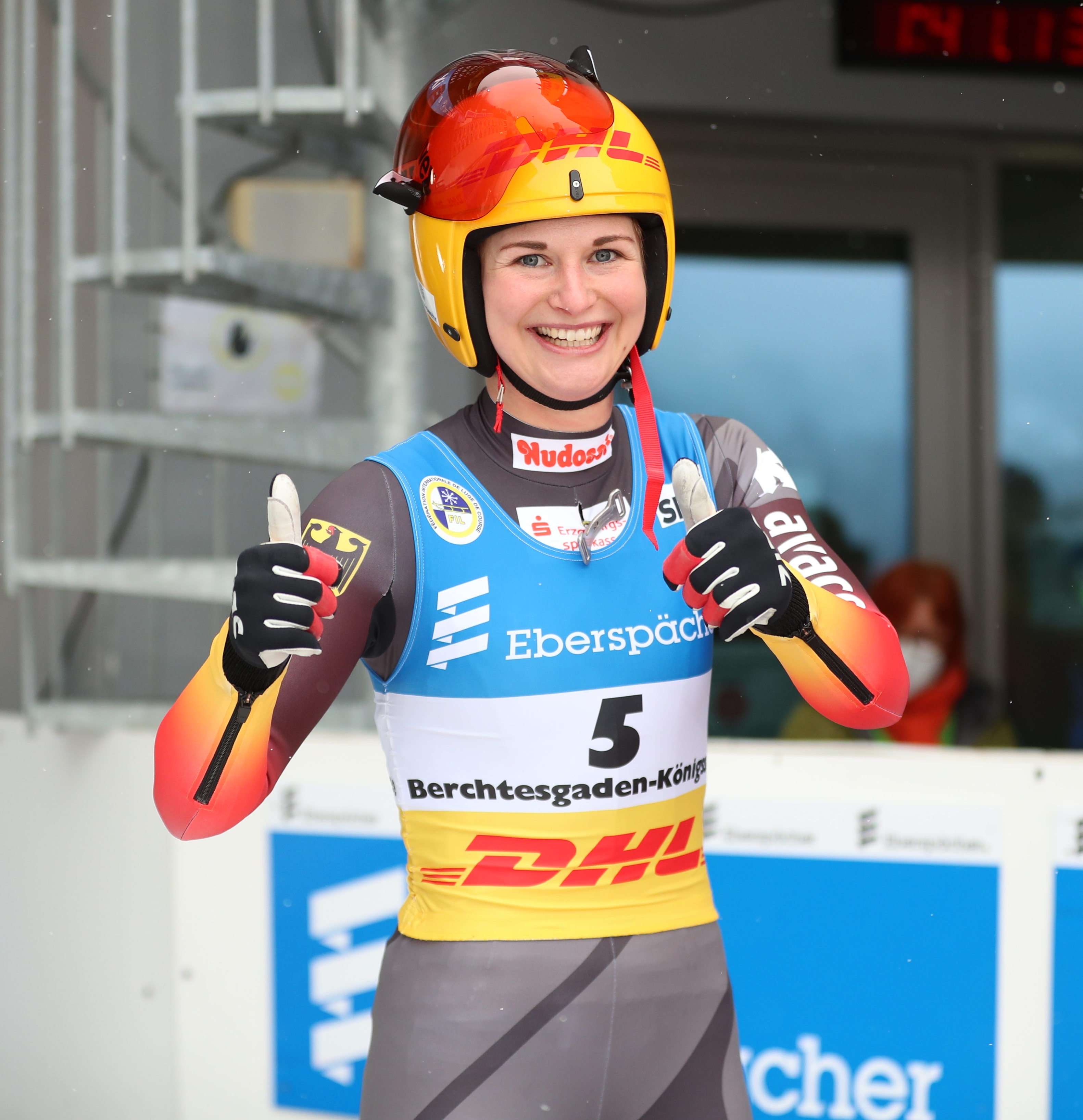
Julia Taubitz, Weltmeisterin

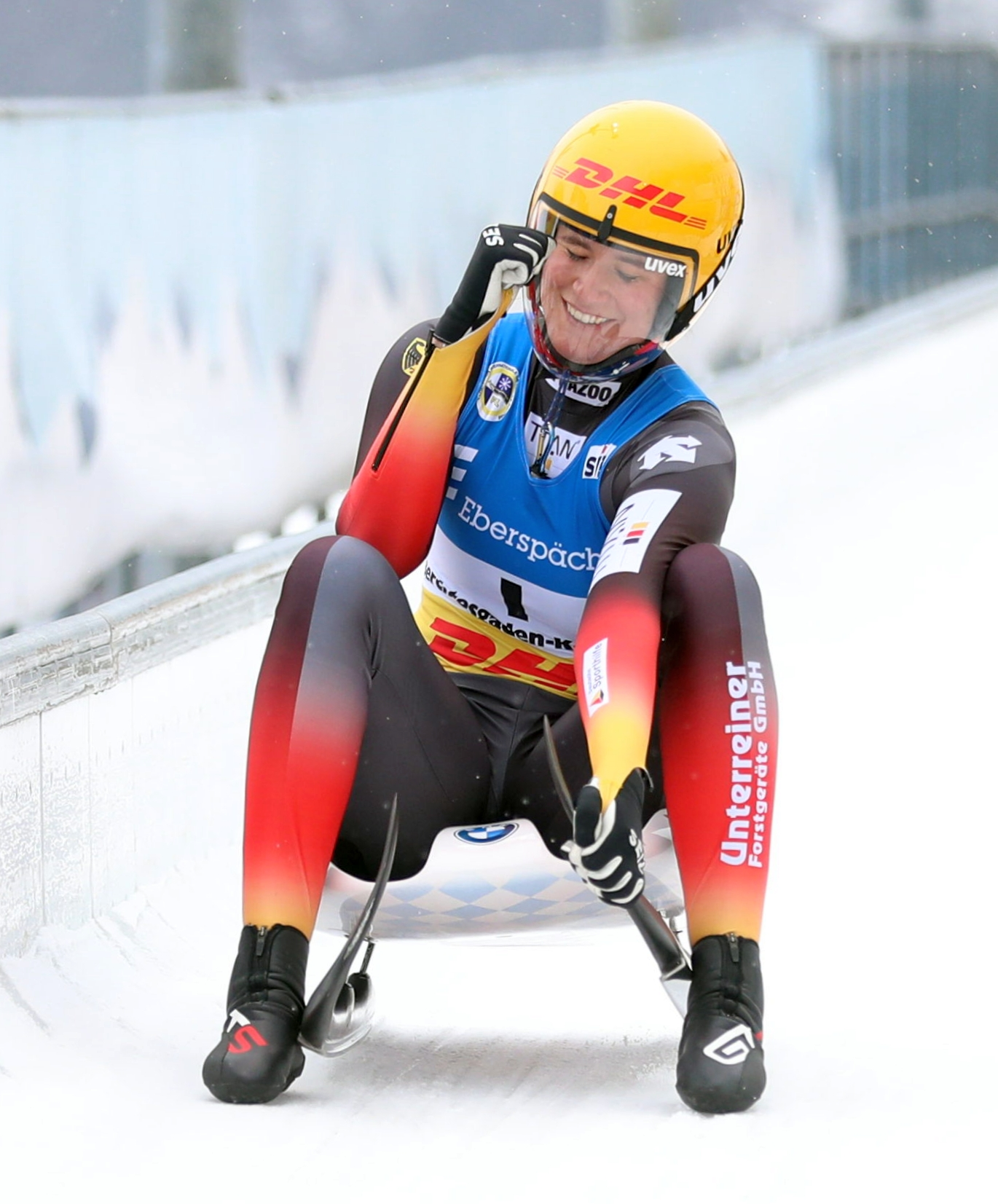
Natalie Geisenberger, Vize-Weltmeisterin

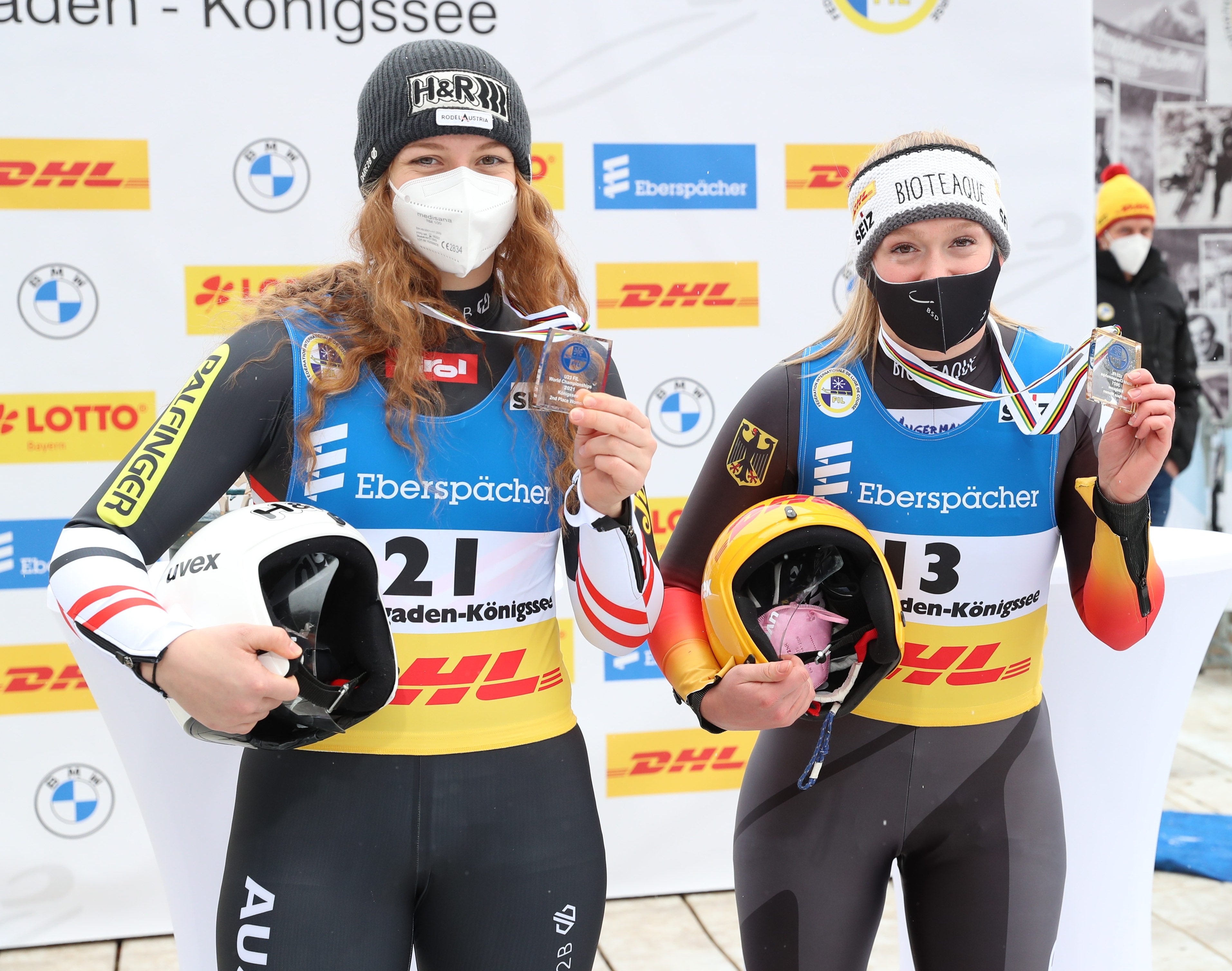
Lisa Schulte (U23-Vize-Weltmeisterin) und Anna Berreiter (U23-Weltmeisterin)

| Platz | Sportlerin                     | 1. Lauf       | 2. Lauf                                  | Gesamtzeit                               | Differenz                                |                                          |
| ----- | ------------------------------ | ------------- | ---------------------------------------- | ---------------------------------------- | ---------------------------------------- | ---------------------------------------- |
| 1     | Julia Taubitz                  | 50,417 s (1)  | 50,715 s (2)                             | 1:41,1328 Minuten                        |                                          |                                          |
| 2     | Natalie Geisenberger           | 50,629 s (2)  | 50,818 s (2)                             | 1:41,447 Minuten                         | +0,315 s                                 |                                          |
| 3     | Dajana Eitberger               | 50,760 s (3)  | 50,844 s (3)                             | 1:41,604 Minuten                         | +0,472 s                                 |                                          |
| 4     | Anna Berreiter (U23)           | 50,908 s (4)  | 51,062 s (4)                             | 1:41,970 Minuten                         | +0,838 s                                 |                                          |
| 5     | Tatjana Iwanowa                | 50,947 s (5)  | 51,230 s (7)                             | 1:42,177 Minuten                         | +1,045 s                                 |                                          |
| 6     | Summer Britcher                | 50,965 s (7)  | 51,318 s (8)                             | 1:42,283 Minuten                         | +1,151 s                                 |                                          |
| 7     | Emily Sweeney                  | 51,072 s (9)  | 51,219 s (6)                             | 1:42,291 Minuten                         | +1,159 s                                 |                                          |
| 8     | Kendija Aparjode               | 51,212 s (13) | 51,212 s (5)                             | 1:42,424 Minuten                         | +1,292 s                                 |                                          |
| 9     | Elīza Tīruma                   | 51,131 s (10) | 51,334 s (9)                             | 1:42,465 Minuten                         | +1,333 s                                 |                                          |
| 10    | Jekaterina Katnikowa           | 51,062 s (8)  | 51,433 s (11)                            | 1:42,495 Minuten                         | +1,363 s                                 |                                          |
| 11    | Lisa Schulte (U23)             | 51,159 s (11) | 51,430 s (10)                            | 1:42,589 Minuten                         | +1,457 s                                 |                                          |
| 12    | Ashley Farquharson (U23)       | 51,169 s (12) | 51,537 s (14)                            | 1:42,706 Minuten                         | +1,574 s                                 |                                          |
| 13    | Ulla Zirne                     | 51,265 s (14) | 51,443 s (13)                            | 1:42,708 Minuten                         | +1,576 s                                 |                                          |
| 14    | Hannah Prock (U23)             | 51,297 s (15) | 51,434 s (12)                            | 1:42,731 Minuten                         | +1,599 s                                 |                                          |
| 15    | Madeleine Egle (U23)           | 50,950 s (6)  | 51,959 s (20)                            | 1:42,909 Minuten                         | +1,777 s                                 |                                          |
| 16    | Elīna Ieva Vītola (U23)        | 51,368 s (16) | 51,552 s (15)                            | 1:42,920 Minuten                         | +1,788 s                                 |                                          |
| 17    | Natalie Maag                   | 51,376 s (17) | 51,625 s (17)                            | 1:42,920 Minuten                         | +1,869 s                                 |                                          |
| 18    | Jekaterina Baturina            | 51,468 s (19) | 51,558 s (16)                            | 1:43,026 Minuten                         | +1,894 s                                 |                                          |
| 19    | Brittney Arndt (U23)           | 51,437 s (18) | 51,647 s (18)                            | 1:43,084 Minuten                         | +1,952 s                                 |                                          |
| 20    | Carolyn Maxwell (U23)          | 51,493 s (20) | 51,726 s (19)                            | 1:43,219 Minuten                         | +2,087 s                                 |                                          |
| 21    | Selina Egle (U23)              | 51,514 s (21) | Nicht für den zweiten Lauf qualifiziert. | Nicht für den zweiten Lauf qualifiziert. | Nicht für den zweiten Lauf qualifiziert. | Nicht für den zweiten Lauf qualifiziert. |
| 22    | Verena Hofer (U23)             | 51,624 s (22) | Nicht für den zweiten Lauf qualifiziert. | Nicht für den zweiten Lauf qualifiziert. | Nicht für den zweiten Lauf qualifiziert. | Nicht für den zweiten Lauf qualifiziert. |
| 23    | Marion Oberhofer (U23)         | 51,644 s (23) | Nicht für den zweiten Lauf qualifiziert. | Nicht für den zweiten Lauf qualifiziert. | Nicht für den zweiten Lauf qualifiziert. | Nicht für den zweiten Lauf qualifiziert. |
| 24    | Andrea Vötter                  | 51,775 s (24) | Nicht für den zweiten Lauf qualifiziert. | Nicht für den zweiten Lauf qualifiziert. | Nicht für den zweiten Lauf qualifiziert. | Nicht für den zweiten Lauf qualifiziert. |
| 25    | Olena Stezkiw                  | 51,777 s (25) | Nicht für den zweiten Lauf qualifiziert. | Nicht für den zweiten Lauf qualifiziert. | Nicht für den zweiten Lauf qualifiziert. | Nicht für den zweiten Lauf qualifiziert. |
| 26    | Verónica María Ravenna (U23)   | 51,853 s (26) | Nicht für den zweiten Lauf qualifiziert. | Nicht für den zweiten Lauf qualifiziert. | Nicht für den zweiten Lauf qualifiziert. | Nicht für den zweiten Lauf qualifiziert. |
| 27    | Raluca Strămăturaru            | 51,955 s (27) | Nicht für den zweiten Lauf qualifiziert. | Nicht für den zweiten Lauf qualifiziert. | Nicht für den zweiten Lauf qualifiziert. | Nicht für den zweiten Lauf qualifiziert. |
| 28    | Aileen Frisch                  | 51,970 s (28) | Nicht für den zweiten Lauf qualifiziert. | Nicht für den zweiten Lauf qualifiziert. | Nicht für den zweiten Lauf qualifiziert. | Nicht für den zweiten Lauf qualifiziert. |
| 29    | Klaudia Domaradzka (U23)       | 52,001 s (29) | Nicht für den zweiten Lauf qualifiziert. | Nicht für den zweiten Lauf qualifiziert. | Nicht für den zweiten Lauf qualifiziert. | Nicht für den zweiten Lauf qualifiziert. |
| 30    | Julianna Tunyzka (U23)         | 52,423 s (30) | Nicht für den zweiten Lauf qualifiziert. | Nicht für den zweiten Lauf qualifiziert. | Nicht für den zweiten Lauf qualifiziert. | Nicht für den zweiten Lauf qualifiziert. |
| 31    | Katarína Šimoňáková (U23)      | 52,455 s (31) | Nicht für den zweiten Lauf qualifiziert. | Nicht für den zweiten Lauf qualifiziert. | Nicht für den zweiten Lauf qualifiziert. | Nicht für den zweiten Lauf qualifiziert. |
| 32    | Tove Kohala (U23)              | 52,540 s (32) | Nicht für den zweiten Lauf qualifiziert. | Nicht für den zweiten Lauf qualifiziert. | Nicht für den zweiten Lauf qualifiziert. | Nicht für den zweiten Lauf qualifiziert. |
| 33    | Detelina Marinowa (U23)        | 52,705 s (33) | Nicht für den zweiten Lauf qualifiziert. | Nicht für den zweiten Lauf qualifiziert. | Nicht für den zweiten Lauf qualifiziert. | Nicht für den zweiten Lauf qualifiziert. |
| 34    | Anna Bryk (U23)                | 53,156 s (34) | Nicht für den zweiten Lauf qualifiziert. | Nicht für den zweiten Lauf qualifiziert. | Nicht für den zweiten Lauf qualifiziert. | Nicht für den zweiten Lauf qualifiziert. |
| 35    | Natalia Jamróz (U23)           | 53,247 s (35) | Nicht für den zweiten Lauf qualifiziert. | Nicht für den zweiten Lauf qualifiziert. | Nicht für den zweiten Lauf qualifiziert. | Nicht für den zweiten Lauf qualifiziert. |
| 36    | Cezara Alexandra Curmei (U23)  | 53,310 s (36) | Nicht für den zweiten Lauf qualifiziert. | Nicht für den zweiten Lauf qualifiziert. | Nicht für den zweiten Lauf qualifiziert. | Nicht für den zweiten Lauf qualifiziert. |
| 37    | Mihaela-Carmen Manolescu (U23) | 53,453 s (37) | Nicht für den zweiten Lauf qualifiziert. | Nicht für den zweiten Lauf qualifiziert. | Nicht für den zweiten Lauf qualifiziert. | Nicht für den zweiten Lauf qualifiziert. |
| 38    | Daria Obratov                  | 53,541 s (38) | Nicht für den zweiten Lauf qualifiziert. | Nicht für den zweiten Lauf qualifiziert. | Nicht für den zweiten Lauf qualifiziert. | Nicht für den zweiten Lauf qualifiziert. |
| 39    | Jung Hye-sun                   | 53,634 s (39) | Nicht für den zweiten Lauf qualifiziert. | Nicht für den zweiten Lauf qualifiziert. | Nicht für den zweiten Lauf qualifiziert. | Nicht für den zweiten Lauf qualifiziert. |
| 40    | Elsa Desmond                   | 54,097 s (40) | Nicht für den zweiten Lauf qualifiziert. | Nicht für den zweiten Lauf qualifiziert. | Nicht für den zweiten Lauf qualifiziert. | Nicht für den zweiten Lauf qualifiziert. |
| 41    | Doina Descalui (U23)           | 54,864 s (41) | Nicht für den zweiten Lauf qualifiziert. | Nicht für den zweiten Lauf qualifiziert. | Nicht für den zweiten Lauf qualifiziert. | Nicht für den zweiten Lauf qualifiziert. |
| 42    | Lin Sin-rong (U23)             | 55,734 s (42) | Nicht für den zweiten Lauf qualifiziert. | Nicht für den zweiten Lauf qualifiziert. | Nicht für den zweiten Lauf qualifiziert. | Nicht für den zweiten Lauf qualifiziert. |
| 43    | Ioana-Corina Buzatoiu (U23)    | 56,450 s (43) | Nicht für den zweiten Lauf qualifiziert. | Nicht für den zweiten Lauf qualifiziert. | Nicht für den zweiten Lauf qualifiziert. | Nicht für den zweiten Lauf qualifiziert. |
| DNF   | Wiktorija Demtschenko          |               |                                          |                                          |                                          |                                          |
| DNF   | Olena Smaha (U23)              |               |                                          |                                          |                                          |                                          |

### Einsitzer der Männer

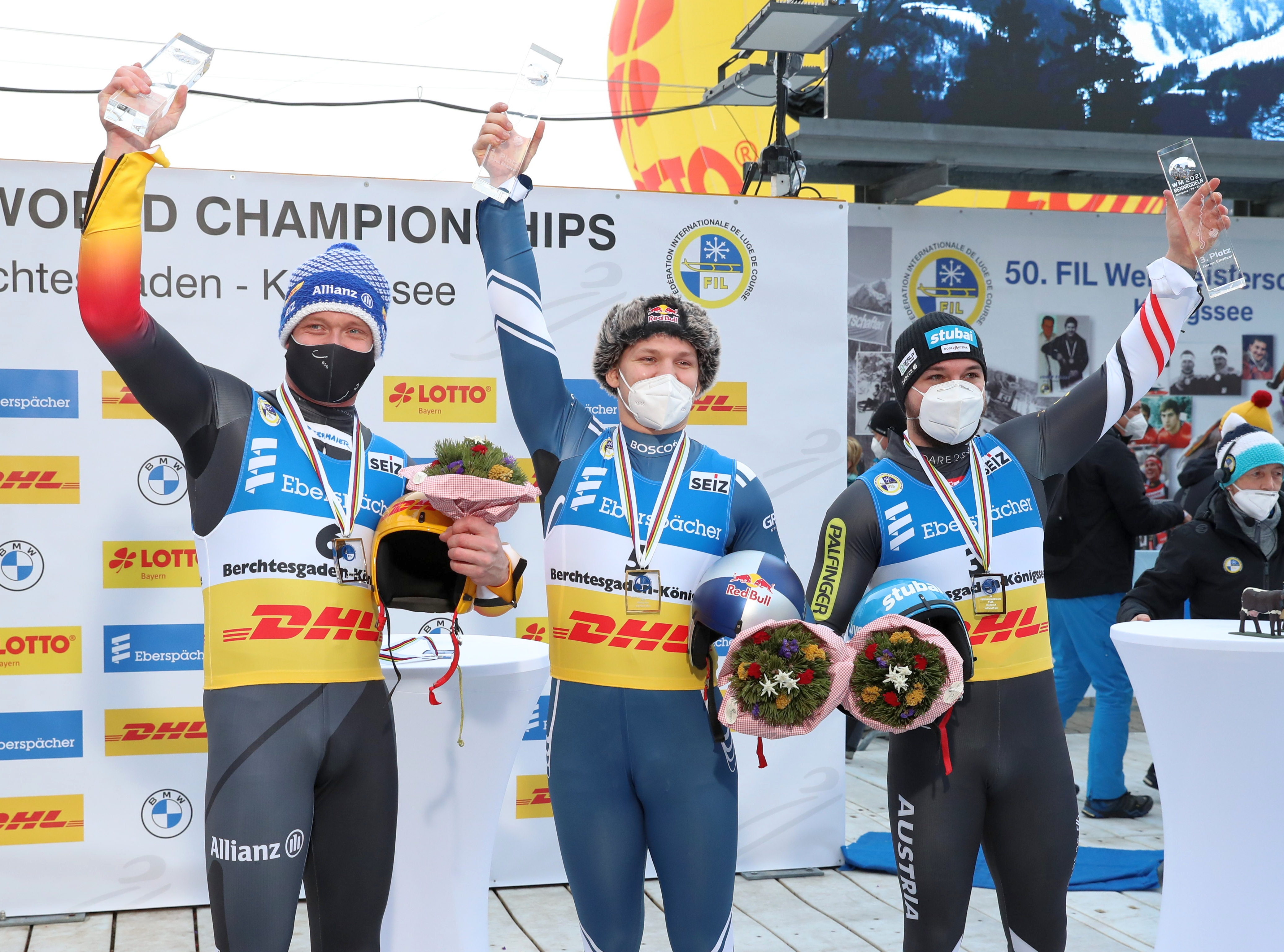
Felix Loch, Roman Repilow und David Gleirscher

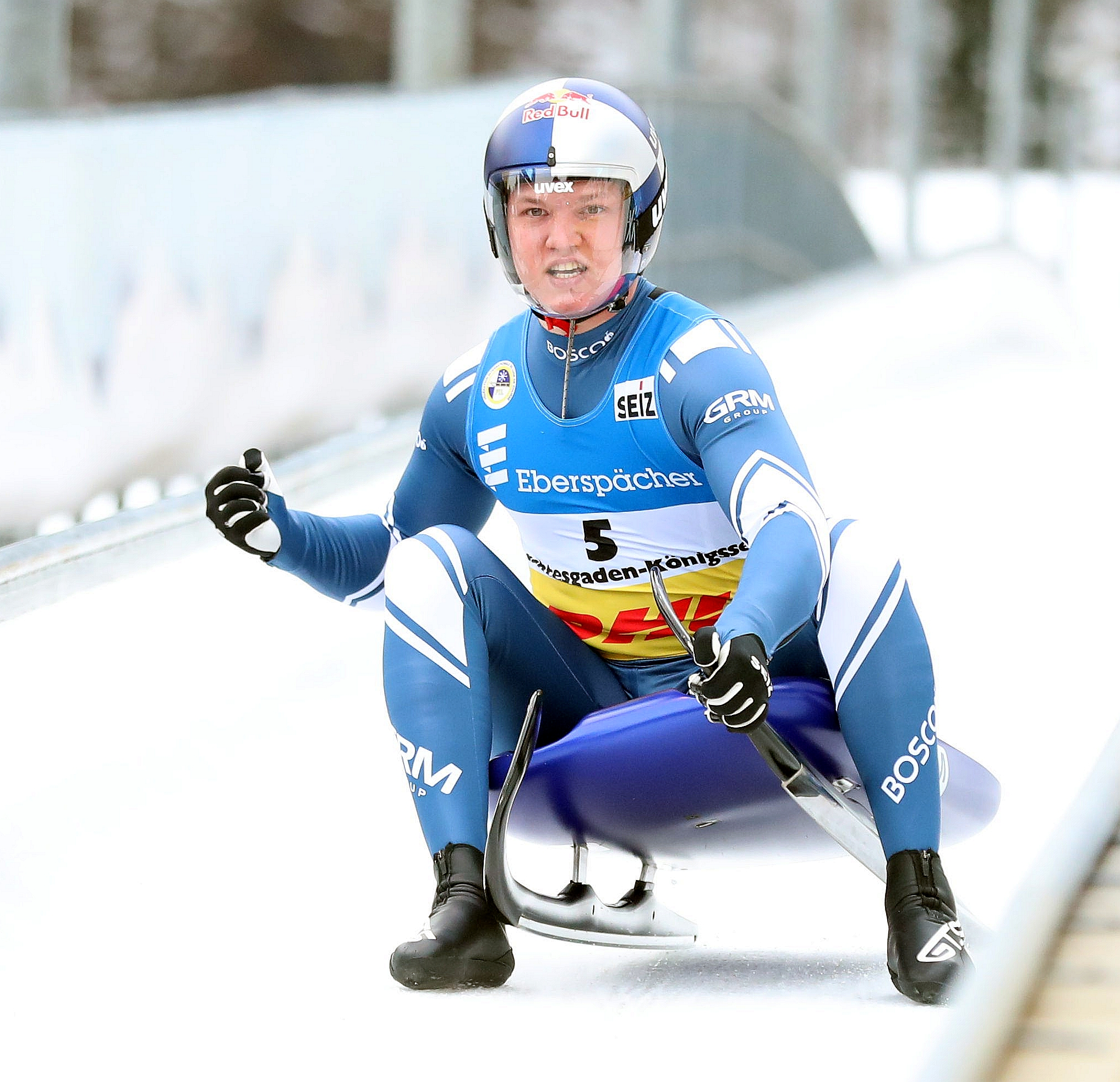
Roman Repilow, Weltmeister

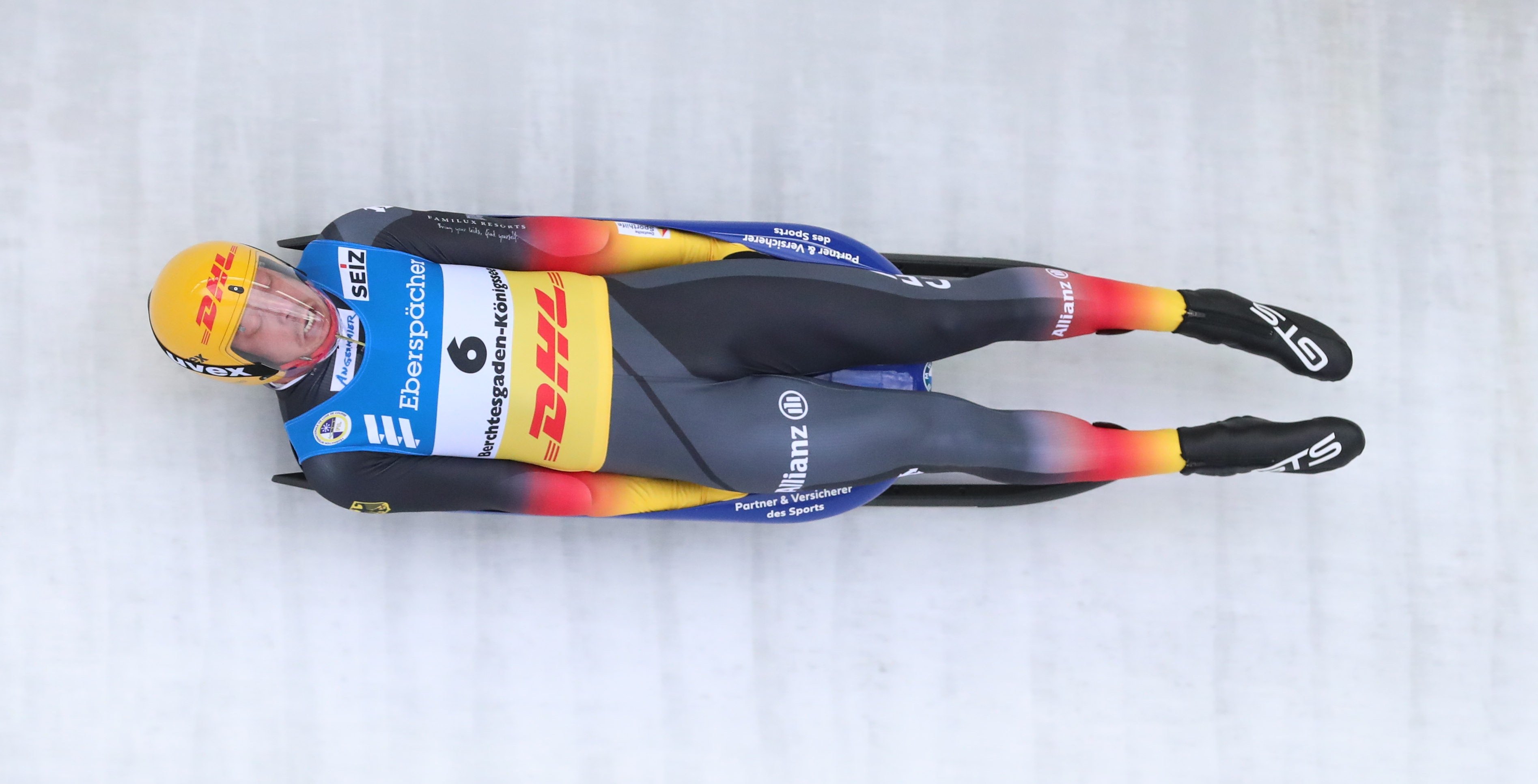
Felix Loch, Vize-Weltmeister

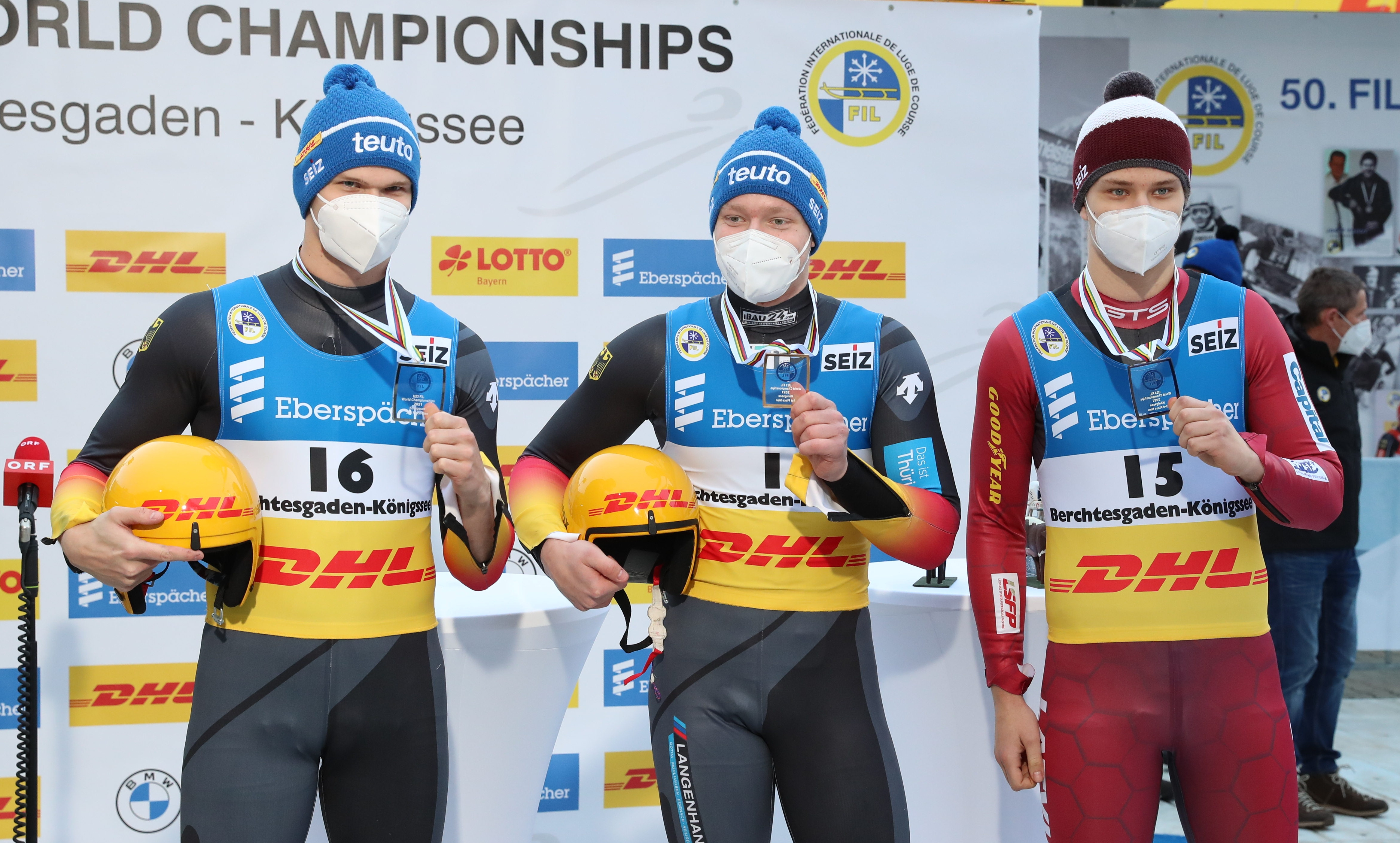
U23-Podium: Moritz Bollmann, Max Langenhan und Gints Bērziņš

| Platz | Sportler                   | 1. Lauf       | 2. Lauf                                  | Gesamtzeit                               | Differenz                                |                                          |
| ----- | -------------------------- | ------------- | ---------------------------------------- | ---------------------------------------- | ---------------------------------------- | ---------------------------------------- |
| 1     | Roman Repilow              | 48,805 s (2)  | 49,005 s (1)                             | 1:37,810 Minuten                         |                                          |                                          |
| 2     | Felix Loch                 | 48,803 s (2)  | 49,069 s (3)                             | 1:37,872 Minuten                         | +0,062 s                                 |                                          |
| 3     | David Gleirscher           | 49,018 s (6)  | 49,009 s (4)                             | 1:38,027 Minuten                         | +0,217 s                                 |                                          |
| 4     | Max Langenhan (U23)        | 48,891 s (3)  | 49,168 s (6)                             | 1:38,059 Minuten                         | +0,249 s                                 |                                          |
| 5     | Johannes Ludwig            | 48,955 s (4)  | 49,106 s (4)                             | 1:38,061 Minuten                         | +0,251 s                                 |                                          |
| 6     | Jonas Müller               | 49,178 s (8)  | 49,164 s (5)                             | 1:38,342 Minuten                         | +0,532 s                                 |                                          |
| 7     | Wolfgang Kindl             | 49,201 s (10) | 49,200 s (7)                             | 1:38,401 Minuten                         | +0,591 s                                 |                                          |
| 8     | Semjon Pawlitschenko       | 48,993 s (5)  | 49,496 s (10)                            | 1:38,489 Minuten                         | +0,679 s                                 |                                          |
| 9     | Kevin Fischnaller          | 49,176 s (7)  | 49,498 s (11)                            | 1:38,674 Minuten                         | +0,864 s                                 |                                          |
| 10    | Christopher Mazdzer        | 49,364 s (15) | 49,318 s (8)                             | 1:38,682 Minuten                         | +0,872 s                                 |                                          |
| 11    | Moritz Bollmann (U23)      | 49,220 s (11) | 49,563 s (16)                            | 1:38,783 Minuten                         | +0,973 s                                 |                                          |
| 12    | Jozef Ninis                | 49,428 s (17) | 49,429 s (9)                             | 1:38,857 Minuten                         | +1,047 s                                 |                                          |
| 13    | Alexander Gorbazewitsch    | 49,293 s (13) | 49,571 s (17)                            | 1:38,864 Minuten                         | +1,054 s                                 |                                          |
| 14    | Tucker West                | 49,199 s (9)  | 49,670 s (19)                            | 1:38,869 Minuten                         | +1,059 s                                 |                                          |
| 15    | Nico Gleirscher            | 49,361 s (14) | 49,603 s (18)                            | 1:38,964 Minuten                         | +1,154 s                                 |                                          |
| 16    | Mateusz Sochowicz          | 49,521 s (18) | 49,562 s (15)                            | 1:39,083 Minuten                         | +1,273 s                                 |                                          |
| 17    | Gints Bērziņš (U23)        | 49,560 s (19) | 49,560 s (14)                            | 1:39,120 Minuten                         | +1,310 s                                 |                                          |
| 18    | Reid Watts (U23)           | 49,387 s (16) | 49,735 s (22)                            | 1:39,122 Minuten                         | +1,312 s                                 |                                          |
| 19    | Svante Kohala (U23)        | 49,689 s (24) | 49,545 s (12)                            | 1:39,234 Minuten                         | +1,424 s                                 |                                          |
| 20    | Anton Dukatsch             | 49,596 s (20) | 49,728 s (21)                            | 1:39,324 Minuten                         | +1,514 s                                 |                                          |
| 21    | Riks Rozītis               | 49,789 s (25) | 49,546 s (13)                            | 1:39,335 Minuten                         | +1,5250 s                                |                                          |
| 22    | Andrij Mandsij             | 49,662 s (23) | 49,688 s (20)                            | 1:39,350 Minuten                         | +1,540 s                                 |                                          |
| 23    | Artūrs Dārznieks           | 49,273 s (12) | 50,317 s (24)                            | 1:39,590 Minuten                         | +1,7806 s                                |                                          |
| 24    | Valentin Crețu             | 49,649 s (22) | 50,284 s (23)                            | 1:39,933 Minuten                         | +2,123 s                                 |                                          |
| 25    | Leon Felderer (U23)        | 49,606 s (21) | 50,388 s (25)                            | 1:39,994 Minuten                         | +2,184 s                                 |                                          |
| 26    | Rupert Staudinger          | 50,196 s (26) | Nicht für den zweiten Lauf qualifiziert. | Nicht für den zweiten Lauf qualifiziert. | Nicht für den zweiten Lauf qualifiziert. | Nicht für den zweiten Lauf qualifiziert. |
| 27    | Marián Skupek (U23)        | 50,238 s (27) | Nicht für den zweiten Lauf qualifiziert. | Nicht für den zweiten Lauf qualifiziert. | Nicht für den zweiten Lauf qualifiziert. | Nicht für den zweiten Lauf qualifiziert. |
| 28    | Eduard Mihai Crăciun (U23) | 50,250 s (28) | Nicht für den zweiten Lauf qualifiziert. | Nicht für den zweiten Lauf qualifiziert. | Nicht für den zweiten Lauf qualifiziert. | Nicht für den zweiten Lauf qualifiziert. |
| 29    | Jozef Hušla (U23)          | 50,405 s (29) | Nicht für den zweiten Lauf qualifiziert. | Nicht für den zweiten Lauf qualifiziert. | Nicht für den zweiten Lauf qualifiziert. | Nicht für den zweiten Lauf qualifiziert. |
| 30    | Michael Lejsek (U23)       | 50,513 s (30) | Nicht für den zweiten Lauf qualifiziert. | Nicht für den zweiten Lauf qualifiziert. | Nicht für den zweiten Lauf qualifiziert. | Nicht für den zweiten Lauf qualifiziert. |
| 31    | Jonathan Gustafson         | 50,746 s (31) | Nicht für den zweiten Lauf qualifiziert. | Nicht für den zweiten Lauf qualifiziert. | Nicht für den zweiten Lauf qualifiziert. | Nicht für den zweiten Lauf qualifiziert. |
| 32    | Lukas Gufler (U23)         | 50,770 s (32) | Nicht für den zweiten Lauf qualifiziert. | Nicht für den zweiten Lauf qualifiziert. | Nicht für den zweiten Lauf qualifiziert. | Nicht für den zweiten Lauf qualifiziert. |
| 33    | Mirza Nikolajev (U23)      | 51,019 s (33) | Nicht für den zweiten Lauf qualifiziert. | Nicht für den zweiten Lauf qualifiziert. | Nicht für den zweiten Lauf qualifiziert. | Nicht für den zweiten Lauf qualifiziert. |
| 34    | Lim Nam-kyu                | 51,149 s (34) | Nicht für den zweiten Lauf qualifiziert. | Nicht für den zweiten Lauf qualifiziert. | Nicht für den zweiten Lauf qualifiziert. | Nicht für den zweiten Lauf qualifiziert. |
| 35    | Pawel Angelow              | 51,757 s (35) | Nicht für den zweiten Lauf qualifiziert. | Nicht für den zweiten Lauf qualifiziert. | Nicht für den zweiten Lauf qualifiziert. | Nicht für den zweiten Lauf qualifiziert. |
| 36    | Kacper Tarnawski (U23)     | 52,877 s (36) | Nicht für den zweiten Lauf qualifiziert. | Nicht für den zweiten Lauf qualifiziert. | Nicht für den zweiten Lauf qualifiziert. | Nicht für den zweiten Lauf qualifiziert. |
| 37    | Ionuț Șișcanu (U23)        | 52,925 s (37) | Nicht für den zweiten Lauf qualifiziert. | Nicht für den zweiten Lauf qualifiziert. | Nicht für den zweiten Lauf qualifiziert. | Nicht für den zweiten Lauf qualifiziert. |
| 38    | Andrei Turea (U23)         | 54,673 s (38) | Nicht für den zweiten Lauf qualifiziert. | Nicht für den zweiten Lauf qualifiziert. | Nicht für den zweiten Lauf qualifiziert. | Nicht für den zweiten Lauf qualifiziert. |
| DNF   | Dominik Fischnaller        |               |                                          |                                          |                                          |                                          |
| DNS   | Pawel Repilow (U23)        |               |                                          |                                          |                                          |                                          |

### Doppelsitzer

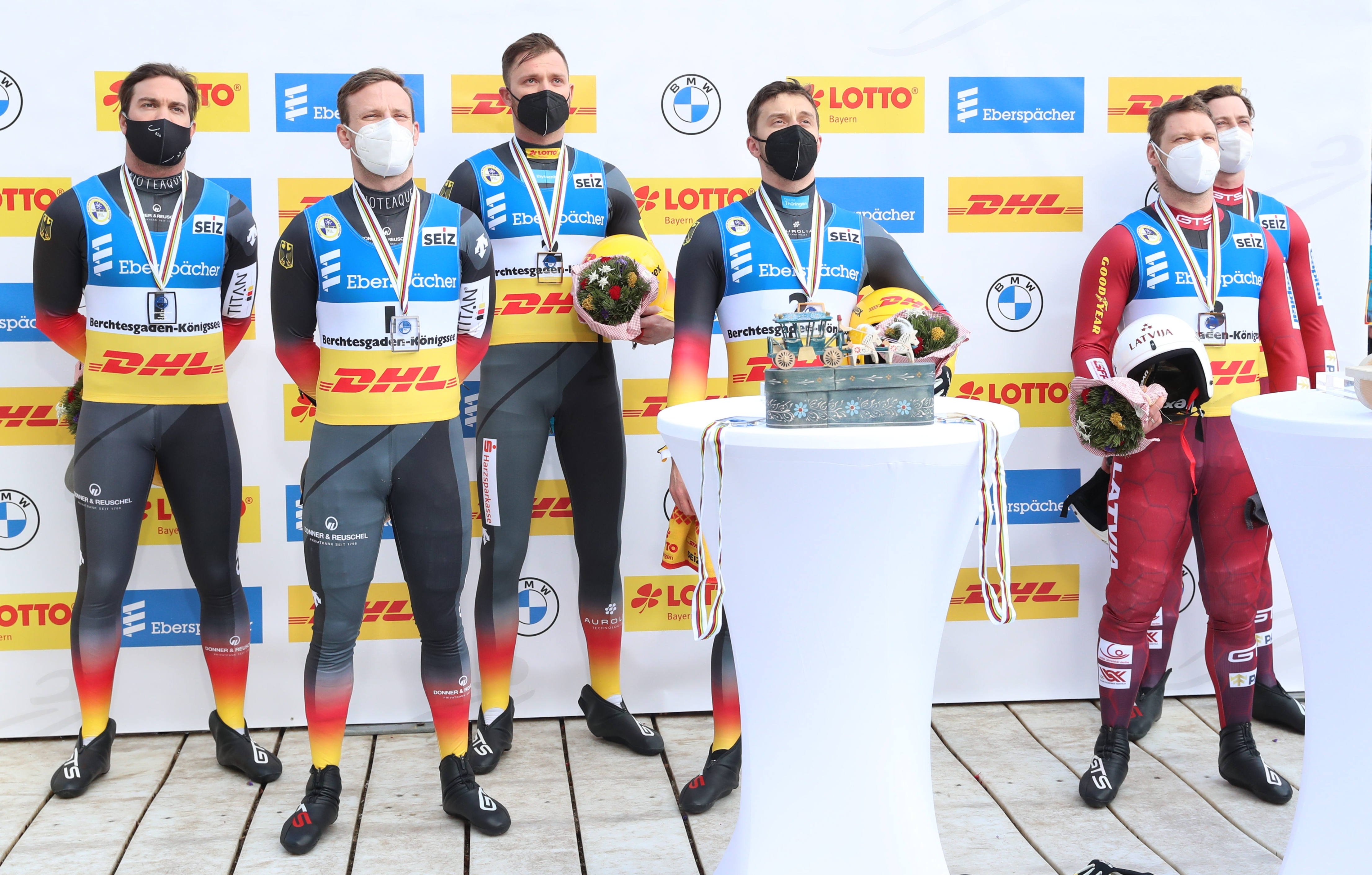
Wendl/Arlt, Eggert/Benecken und Šics/Šics

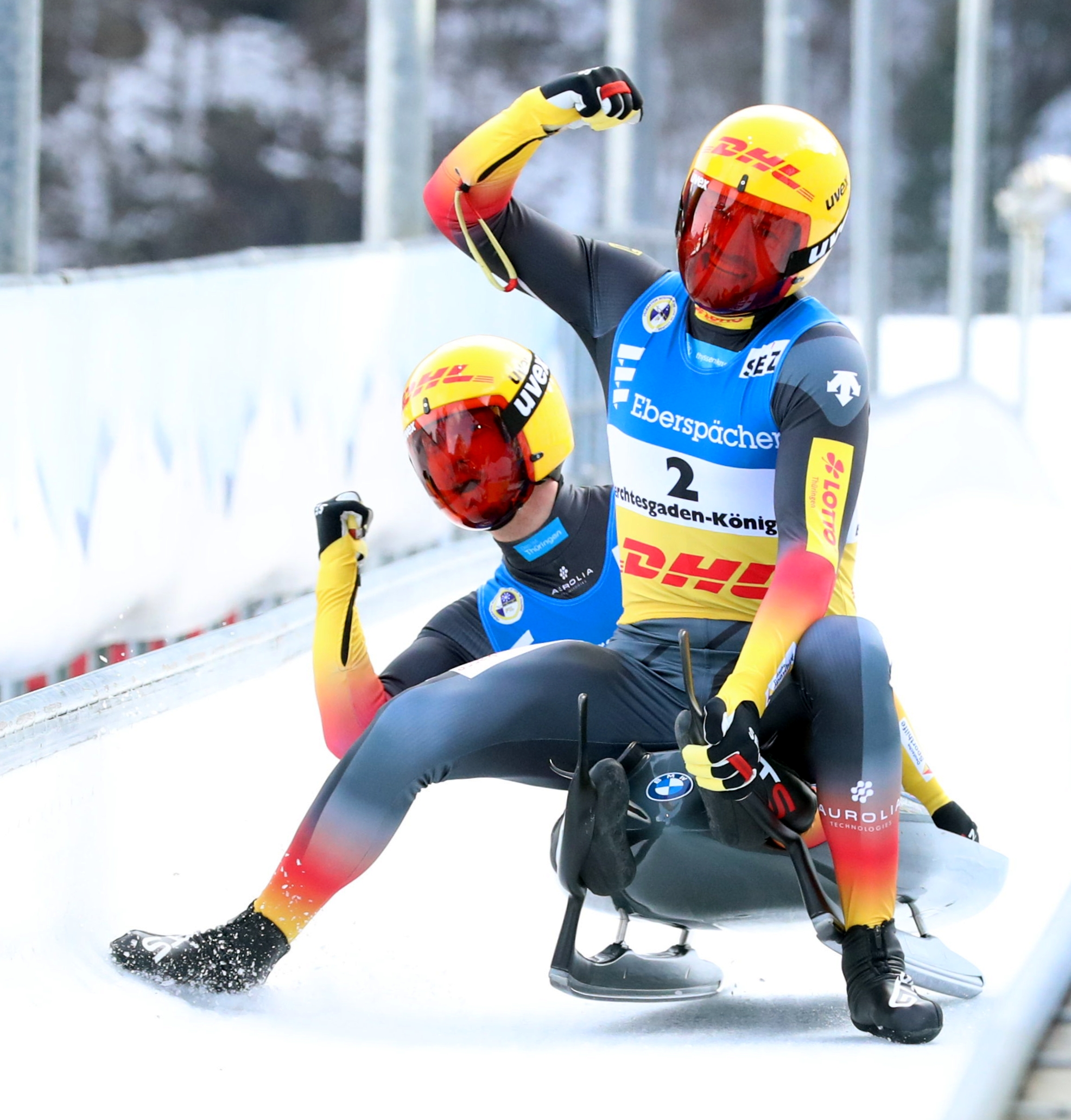
Toni Eggert und Sascha Benecken, Weltmeister

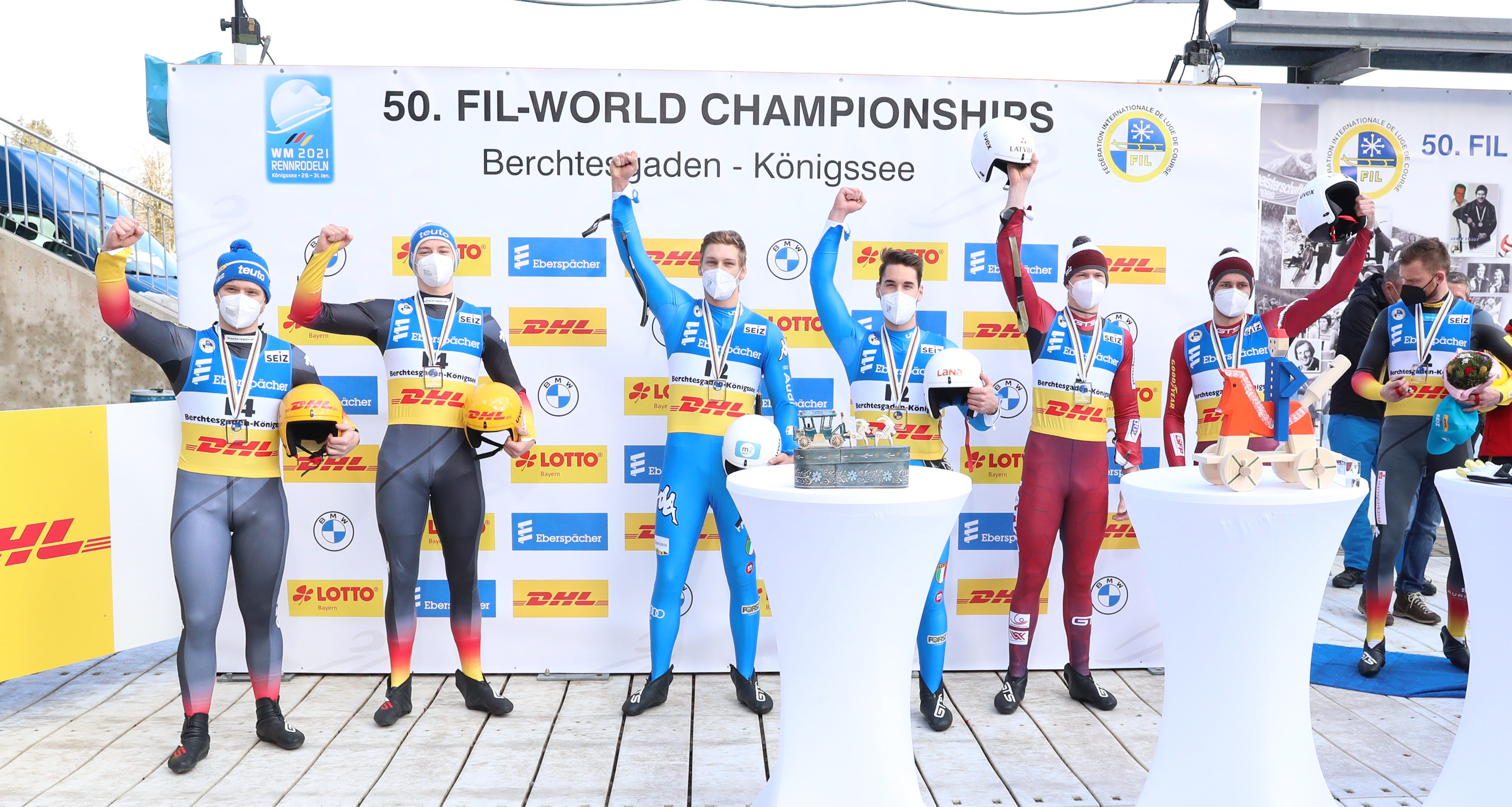
U23-Podium: Orlamünder/Gubitz, Nagler/Malleier und Bots/Plūme

| Platz | Sportler                                      | 1. Lauf                                                                 | 2. Lauf                                                                 | Gesamtzeit                                                              | Differenz                                                               |                                          |
| ----- | --------------------------------------------- | ----------------------------------------------------------------------- | ----------------------------------------------------------------------- | ----------------------------------------------------------------------- | ----------------------------------------------------------------------- | ---------------------------------------- |
| 1     | Toni Eggert/Sascha Benecken                   | 49,829 s (1)                                                            | 50,102 s (1)                                                            | 1:39,931 Minuten                                                        |                                                                         |                                          |
| 2     | Tobias Wendl/Tobias Arlt                      | 49,831 s (2)                                                            | 50,255 s (2)                                                            | 1:40,086 Minuten                                                        | +0,155 s                                                                |                                          |
| 3     | Andris Šics/Juris Šics                        | 50,168 s (3)                                                            | 50,423 s (3)                                                            | 1:40,591 Minuten                                                        | +0,660 s                                                                |                                          |
| 4     | Emanuel Rieder/Simon Kainzwaldner             | 50,275 s (7)                                                            | 50,497 s (5)                                                            | 1:40,772 Minuten                                                        | +0,841 s                                                                |                                          |
| 5     | Ivan Nagler/Fabian Malleier (U23)             | 50,267 s (5)                                                            | 50,519 s (6)                                                            | 1:40,786 Minuten                                                        | +0,855 s                                                                |                                          |
| 6     | Thomas Steu/Lorenz Koller                     | 50,356 s (9)                                                            | 50,432 s (4)                                                            | 1:40,788 Minuten                                                        | +0,857 s                                                                |                                          |
| 7     | Ludwig Rieder/Patrick Rastner                 | 50,219 s (4)                                                            | 50,570 s (7)                                                            | 1:40,789 Minuten                                                        | +0,858 s                                                                |                                          |
| 8     | Wojciech Chmielewski/Jakub Kowalewski         | 50,291 s (8)                                                            | 50,618 s (9)                                                            | 1:40,866 Minuten                                                        | +0,935 s                                                                |                                          |
| 9     | Oskars Gudramovičs/Pēteris Kalniņš            | 50,268 s (6)                                                            | 50,618 s (9)                                                            | 1:40,886 Minuten                                                        | +0,955 s                                                                |                                          |
| 10    | Hannes Orlamünder/Paul Gubitz (U23)           | 50,465 s (10)                                                           | 50,657 s (11)                                                           | 1:41,122 Minuten                                                        | +1,191 s                                                                |                                          |
| 11    | Yannick Müller/Armin Frauscher                | 50,545 s (11)                                                           | 50,856 s (15)                                                           | 1:41,401 Minuten                                                        | +1,470 s                                                                |                                          |
| 12    | Mārtiņš Bots/Roberts Plūme (U23)              | 50,807 s (15)                                                           | 50,701 s (12)                                                           | 1:41,508 Minuten                                                        | +1,577 s                                                                |                                          |
| 13    | Alexander Denissjew/Wladislaw Antonow         | 50,797 s (14)                                                           | 50,778 s (13)                                                           | 1:41,575 Minuten                                                        | +1,644 s                                                                |                                          |
| 14    | Tomáš Vaverčák/Matej Zmij (U23)               | 50,992 s (17)                                                           | 50,637 s (10)                                                           | 1:41,629 Minuten                                                        | +1,698 s                                                                |                                          |
| 15    | Dmitri Butschnew/Daniil Kilsejew (U23)        | 50,881 s (16)                                                           | 50,822 s (14)                                                           | 1:41,703 Minuten                                                        | +1,772 s                                                                |                                          |
| 16    | Christopher Mazdzer/Jayson Terdiman           | 50,779 s (13)                                                           | 51,037 s (16)                                                           | 1:41,816 Minuten                                                        | +1,885 s                                                                |                                          |
| 17    | Park Jin-yong/Jung Myung-cho                  | 51,382 s (18)                                                           | 51,317 s (17)                                                           | 1:42,699 Minuten                                                        | +2,768 s                                                                |                                          |
| 18    | Juri Gatt/Riccardo Schöpf (U23)               | 51,454 s (19)                                                           | Nicht für den zweiten Lauf qualifiziert.                                | Nicht für den zweiten Lauf qualifiziert.                                | Nicht für den zweiten Lauf qualifiziert.                                | Nicht für den zweiten Lauf qualifiziert. |
| 19    | Ihor Stachiw/Andrij Lyssezkyj (U23)           | 51,654 s (20)                                                           | Nicht für den zweiten Lauf qualifiziert.                                | Nicht für den zweiten Lauf qualifiziert.                                | Nicht für den zweiten Lauf qualifiziert.                                | Nicht für den zweiten Lauf qualifiziert. |
| 20    | Ionuţ Şişcanu/Iulian Oprea (U23)              | 53,453 s (21)                                                           | Nicht für den zweiten Lauf qualifiziert.                                | Nicht für den zweiten Lauf qualifiziert.                                | Nicht für den zweiten Lauf qualifiziert.                                | Nicht für den zweiten Lauf qualifiziert. |
| DNF   | Tristan Walker/Justin Snith                   | 50,533 s (12)                                                           | DNF                                                                     |                                                                         |                                                                         |                                          |
| DNF   | Ihor Hoj/Rostyslaw Lewkowytsch (U23)          |                                                                         |                                                                         |                                                                         |                                                                         |                                          |
| DNF   | Marian Gîtlan/Darius Șerban (U23)             |                                                                         |                                                                         |                                                                         |                                                                         |                                          |
| DNF   | Razvan Turea/Sebastian Motzca (U23)           |                                                                         |                                                                         |                                                                         |                                                                         |                                          |
| DNS   | Jakub Karaś/Mateusz Karaś (U23)               |                                                                         |                                                                         |                                                                         |                                                                         |                                          |
| DSQ   | Wsewolod Kaschkin/Konstantin Korschunow (U23) | Disqualifikation (nicht erlaubtes Paddeln zum Überqueren der Ziellinie) | Disqualifikation (nicht erlaubtes Paddeln zum Überqueren der Ziellinie) | Disqualifikation (nicht erlaubtes Paddeln zum Überqueren der Ziellinie) | Disqualifikation (nicht erlaubtes Paddeln zum Überqueren der Ziellinie) |                                          |

### Teamstaffel

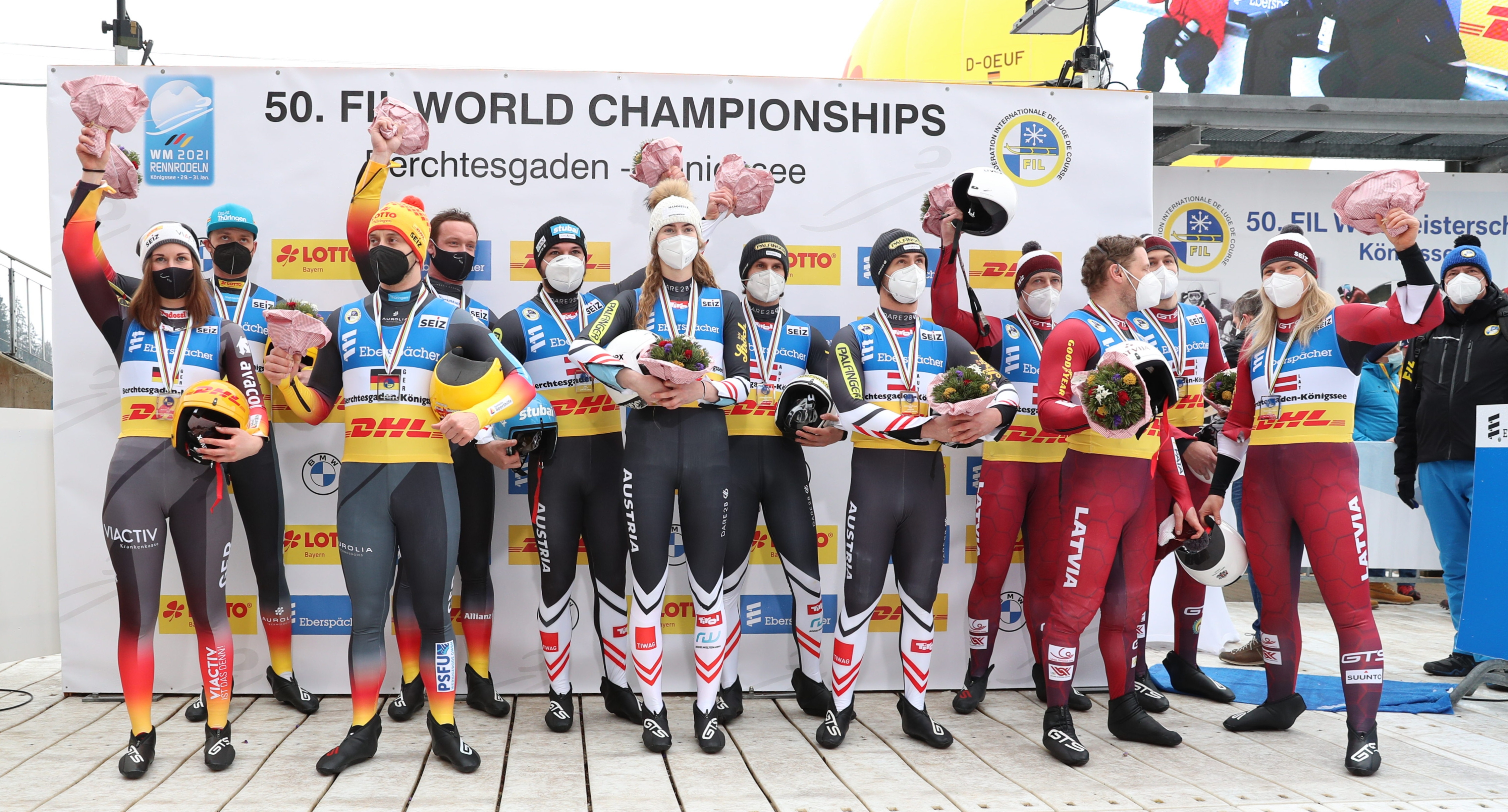
Teamstaffeln Deutschland, Österreich und Lettland

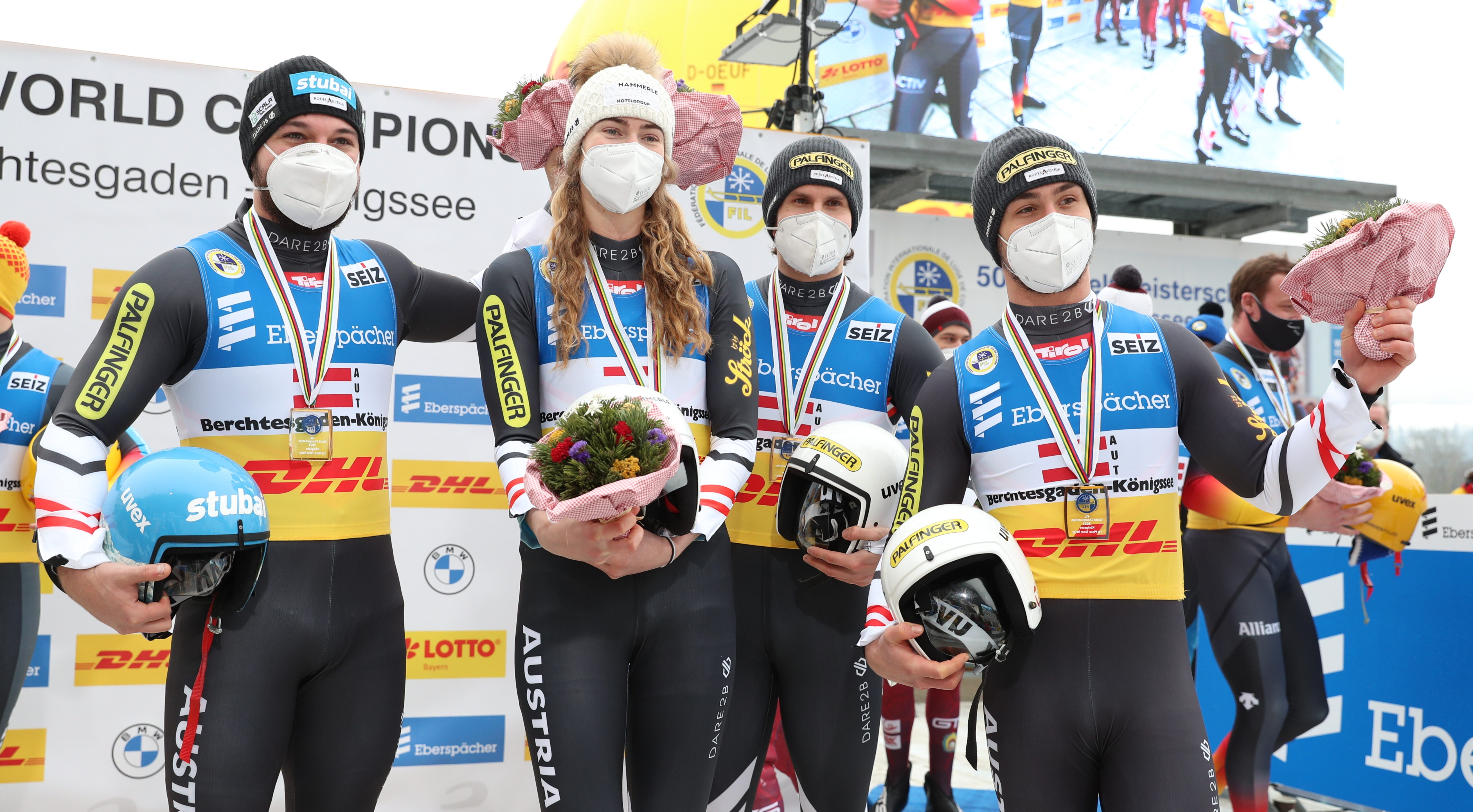
Teamstaffel Österreich: David Gleirscher, Madeleine Egle, Thomas Steu und Lorenz Koller

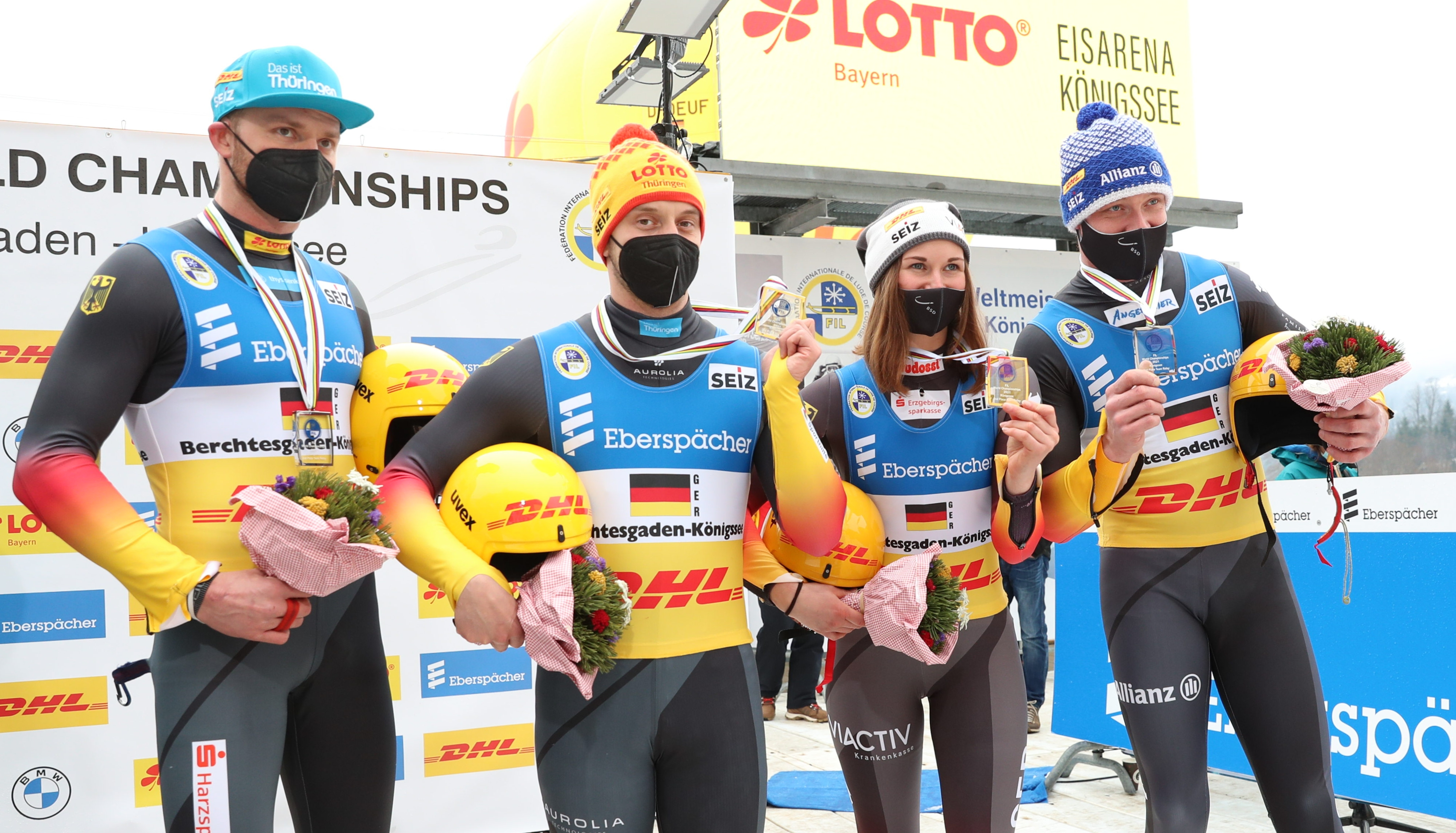
Teamstaffel Deutschland: Toni Eggert, Sascha Benecken, Julia Taubitz und Felix Loch

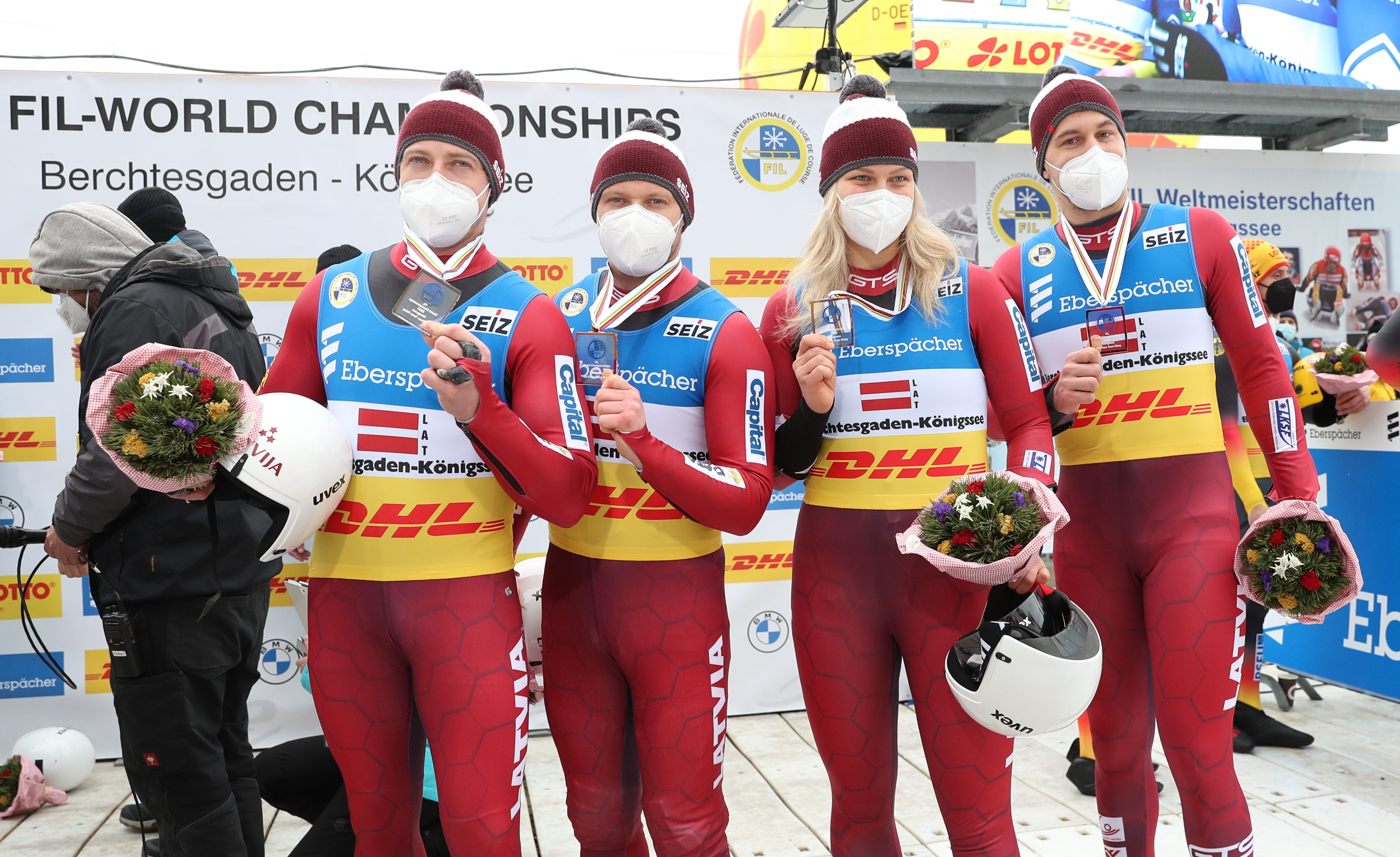
Teamstaffel Lettland: Andris Šics, Juris Šics, Kendija Aparjode und Artūrs Dārznieks

| Platz | Sportler                                                                                      | Endzeit                                                                   | Differenz                                                                 |
| ----- | --------------------------------------------------------------------------------------------- | ------------------------------------------------------------------------- | ------------------------------------------------------------------------- |
| 1     | ÖsterreichMadeleine Egle David Gleirscher Thomas Steu/Lorenz Koller                           | 2:43,139 Minuten                                                          |                                                                           |
| 2     | DeutschlandJulia Taubitz Felix Loch Toni Eggert/Sascha Benecken                               | 2:43,177 Minuten                                                          | +0,038 s                                                                  |
| 3     | LettlandKendija Aparjode Artūrs Dārznieks Andris Šics/Juris Šics                              | 2:43,573 Minuten                                                          | +0,432 s                                                                  |
| 4     | Vereinigte StaatenSummer Britcher Tucker West Christopher Mazdzer/Jayson Terdiman             | 2:43,764 Minuten                                                          | +0,625 s                                                                  |
| 5     | ItalienAndrea Vötter Dominik Fischnaller Emanuel Rieder/Simon Kainzwaldner                    | 2:43,829 Minuten                                                          | +0,690 s                                                                  |
| 6     | Russischer RennrodelverbandTatjana Iwanow Roman Repilow Alexander Denissjew/Wladislaw Antonow | 2:43,878 Minuten                                                          | +0,739 s                                                                  |
| 7     | UkraineOlena Stezkiw Anton Dukatsch Ihor Stachiw/Andrij Lyssezkyj                             | 2:46,152 Minuten                                                          | +3,013 s                                                                  |
| 8     | SlowakeiKatarína Šimoňáková Jozef Ninis Tomáš Vaverčák/Matej Zmij                             | 2:46,525 Minuten                                                          | +3,386 s                                                                  |
| 9     | RumänienRaluca Strămăturaru Valentin Crețu Marian Gîtlan/Darius Șerban                        | 2:47,576 Minuten                                                          | +4,437 s                                                                  |
| DNF   | PolenKlaudia Domaradzka Mateusz Sochowicz Wojciech Chmielewski/Jakub Kowalewski               | Sturz von Klaudia Domaradzka                                              | Sturz von Klaudia Domaradzka                                              |
| DSQ   | SüdkoreaAileen Frisch Lim Nam-kyu Park Jin-yong/Jung Myung-cho                                | Disqualifikation (Lim Nam-kyu verpasste das Touchpad zur Staffelübergabe) | Disqualifikation (Lim Nam-kyu verpasste das Touchpad zur Staffelübergabe) |

## Medaillenspiegel
| Platz  | Land                        | Gold | Silber | Bronze | Gesamt |
| ------ | --------------------------- | ---- | ------ | ------ | ------ |
| 1      | Deutschland                 | 4    | 5      | 3      | 12     |
| 2      | Österreich                  | 2    | –      | 2      | 4      |
| 3      | Russischer Rennrodelverband | 1    | 1      | –      | 2      |
| 4      | Lettland                    | –    | 1      | 2      | 3      |
| Gesamt | Gesamt                      | 7    | 7      | 7      | 21     |

Für die Rennen in der klassischen Disziplin (Einsitzer der Frauen, Einsitzer der Männer und Doppelsitzer) wurde zudem eine U23-Weltmeisterschaftswertung durchgeführt.
| Platz  | Land               | Gold | Silber | Bronze | Gesamt |
| ------ | ------------------ | ---- | ------ | ------ | ------ |
| 1      | Deutschland        | 2    | 2      | –      | 4      |
| 2      | Italien            | 1    | –      | –      | 1      |
| 3      | Österreich         | –    | 1      | –      | 1      |
| 4      | Lettland           | –    | –      | 2      | 2      |
| 5      | Vereinigte Staaten | –    | –      | 1      | 1      |
| Gesamt | Gesamt             | 3    | 3      | 3      | 9      |